# 高松城 (讃岐国)
高松城（たかまつじょう）は、香川県高松市玉藻町にあった日本の城。別名・玉藻城（たまもじょう）。国の史跡に指定されている。

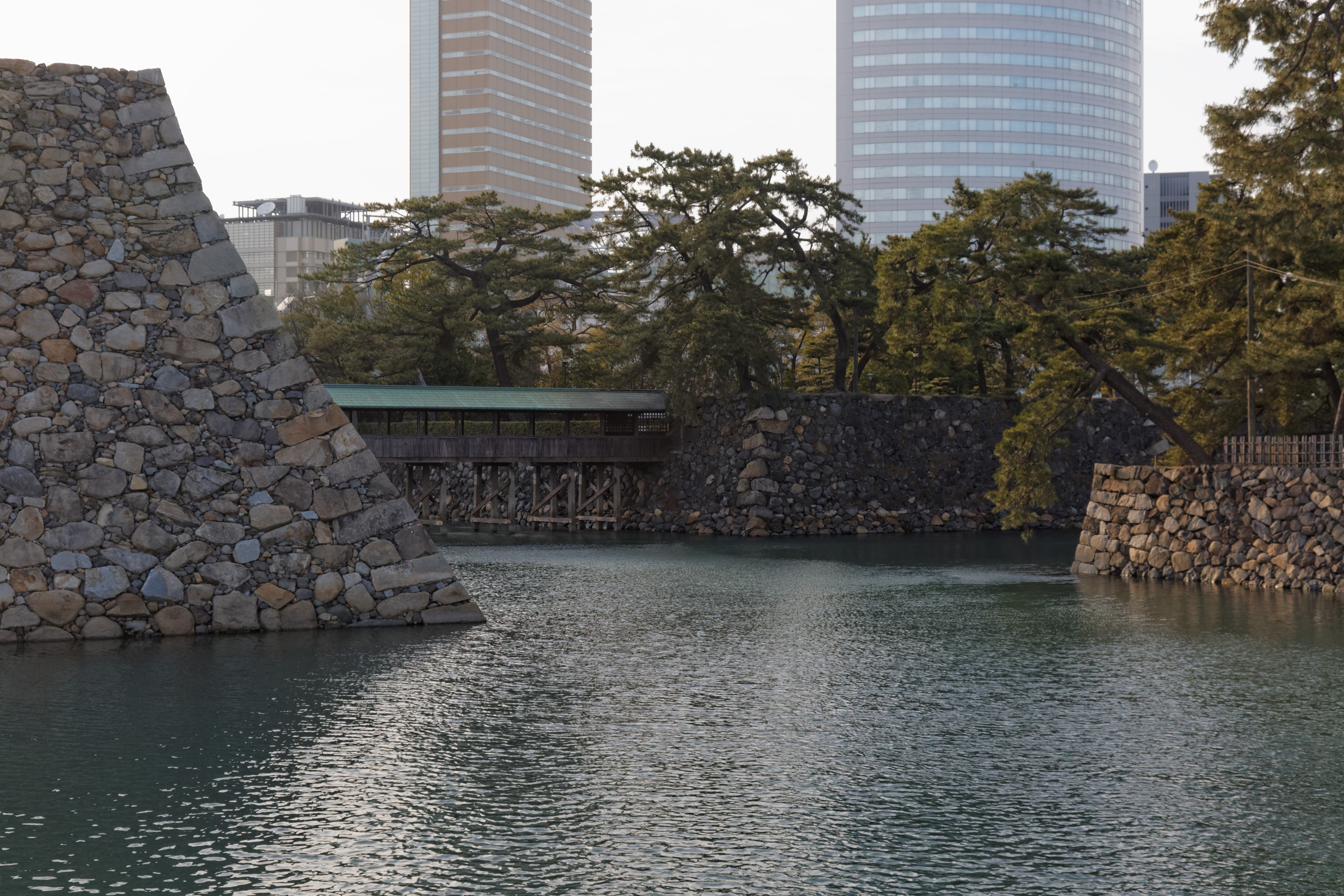
天守台と高松駅前のビル

## 概要
別名「玉藻城」は、万葉集で柿本人麻呂が讃岐国の枕詞に「玉藻よし」と詠んだことに因み、高松城周辺の海域が玉藻の浦と呼ばれていたことに由来するとされている。
高松城は、豊臣秀吉の四国制圧の後、1587年（天正15年）讃岐1国の領主となった生駒親正によって、「野原」と呼ばれた港町に築かれた。現在見られる遺構は、江戸初期に徳川光圀の兄で常陸国から12万石で高松に移封された松平頼重によって改修されたものである。
近世城郭の海城としては、最初で最大の例で、「讃州さぬきは高松さまの城が見えます波の上」と謡われている。本丸に建てられた天守は、最下重が萩城や熊本城の天守のように天守台より出張り、最上重が小倉城や岩国城の天守のように「唐造り」であった。その様子は、解体される以前に写真におさめられ、また1884年にイギリスの週刊新聞「ザ・グラフィック」でイギリス人のヘンリー・ギルマールの絵によって紹介されている。
現在は、三重櫓や門など一部の建物と一部の石垣、堀が現存し、城跡は「玉藻公園」として整備されている。

## 沿革

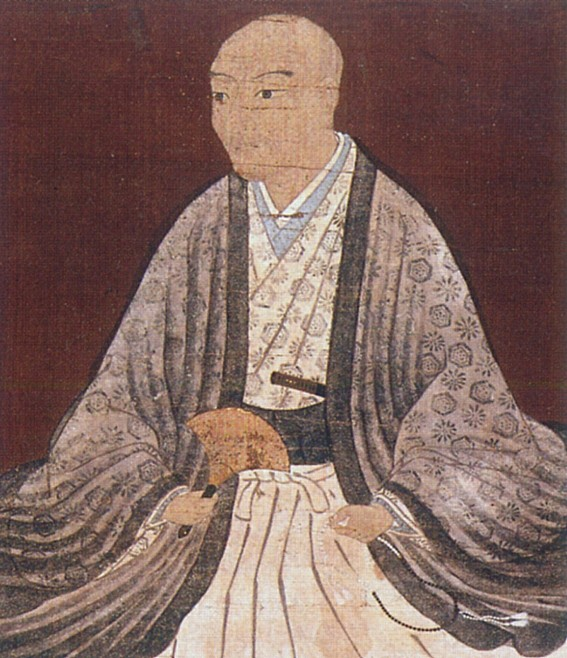
生駒親正　肖像

### 安土桃山時代
- 1587年（天正15年） - 生駒親正が讃岐国12万6千200石[2]（のち高直しで17万6千石）の大名に封ぜられ引田城に入城するが、手狭であったので同年中に聖通寺城に移る。
- 1588年（天正16年） - 聖通寺城でも不便を感じたため、香東郡篦原庄玉藻浦（現高松市玉藻町）に築城を開始する。
- 1590年（天正18年） - 高松城完成。

### 江戸時代
城主については高松藩歴代藩主を参照。
- 1639年（寛永16年） - 生駒氏4代・高俊、生駒騒動により出羽国矢島藩1万石に転封となる。
- 1642年（寛永19年） - 水戸藩初代藩主・徳川頼房の子の松平頼重が12万石で入封。城の整備に着手する。2代頼常にも改修が引き継がれる。
- 1644年（正保元年） - 頼重、城内の飲料水確保のため水道を造り、城す下の亀井・大井戸・今井戸より水を引く。
- 1669年（寛文9年） - 小倉城を模した3層5階の天守が完成し、頼重は隠居する。隠居所として城の南西に栗林公園を造築する。
- 1671年（寛文11年） - 松平氏による城の大改修が始まる。

### 近現代
- 1869年（明治2年） - 版籍奉還に伴い廃城となる。
- 1884年（明治17年） - 老朽化のため天守が破却される。

- 1890年（明治23年） - 旧藩主松平家に払い下げられる。
- 1945年（昭和20年） - 高松空襲により三の丸の桜御門が焼失。
- 1947年（昭和22年） - 旧国宝保存法により北の丸月見櫓、北の丸水手御門、北の丸渡櫓、東の丸艮櫓の4棟が当時の国宝（現行法の重要文化財に相当）に指定される。
- 1950年（昭和25年） - 文化財保護法の施行により北の丸月見櫓、北の丸水手御門、北の丸渡櫓、東の丸艮櫓が重要文化財に指定される。
- 1954年（昭和29年） - 高松市に譲渡される。
- 1955年（昭和30年）
  - 3月2日 - 国の史跡に指定される。
  - 5月5日 - 高松市立玉藻公園として一般公開[3]。
- 2006年（平成18年）4月6日 - 日本100名城（77番）に選定される。
- 2007年（平成19年） - 天守台の解体・補強・積み直し工事を開始。
- 2012年（平成24年）
  - 1月 - 天守台補強工事完了[4][5]。
  - 7月9日、披雲閣（旧松平家高松別邸）が国の重要文化財に指定される。
- 2013年（平成25年）3月20日 - 天守台の一般公開を再開[6]。
- 2013年（平成25年）10月17日 - 披雲閣庭園が国の名勝に指定される[7]。
- 2022年（令和4年） - 戦災で焼失した桜御門の復元再建が完成し[8]、7月16日に記念式典（開門式）がおこなわれた[9]。

## 城郭
城郭の形式は輪郭式平城で、本丸を中心に二の丸、三の丸、北の丸、東の丸、桜の馬場、西の丸が時計回りに配置され、3重に堀が廻らされていた。
かつては城壁が瀬戸内海に直接面し、外濠・中濠・内濠のすべてに海水が引き込まれ、城内に直接軍船が出入りできるようになっており、水軍の運用も視野に入れ設計されていた日本初の本格的な海城である。縄張りは黒田孝高（よしたか）が手掛けたといわれ、細川忠興、小早川隆景、藤堂高虎などによるとも言われている。高松城をはじめとする海城は海上封鎖が難しく、水攻めや水断ちといった攻城手段が使えないため戦争時の篭城や物資の搬入、脱出ができ、近世の縄張りとしては有利であった。
しかし、版籍奉還以後廃城になった高松城は明治以降の都市化の波に呑まれ、現在では海側に新しい道路（水城通り）が通り、ほとんどの建物が取り壊され、内堀と中堀の一部を除いて埋め立てられている。最盛期には66万m2（約20万坪）あった城の総面積も、現在では約1/8の7万9587m2（約2万4千坪）にまで減少した。しかし現在でも外堀と内堀には海水が引き込まれており、往時の名残を残している。そのため、堀には牡蠣などの貝が生息し、養殖の鯛も放流されている。

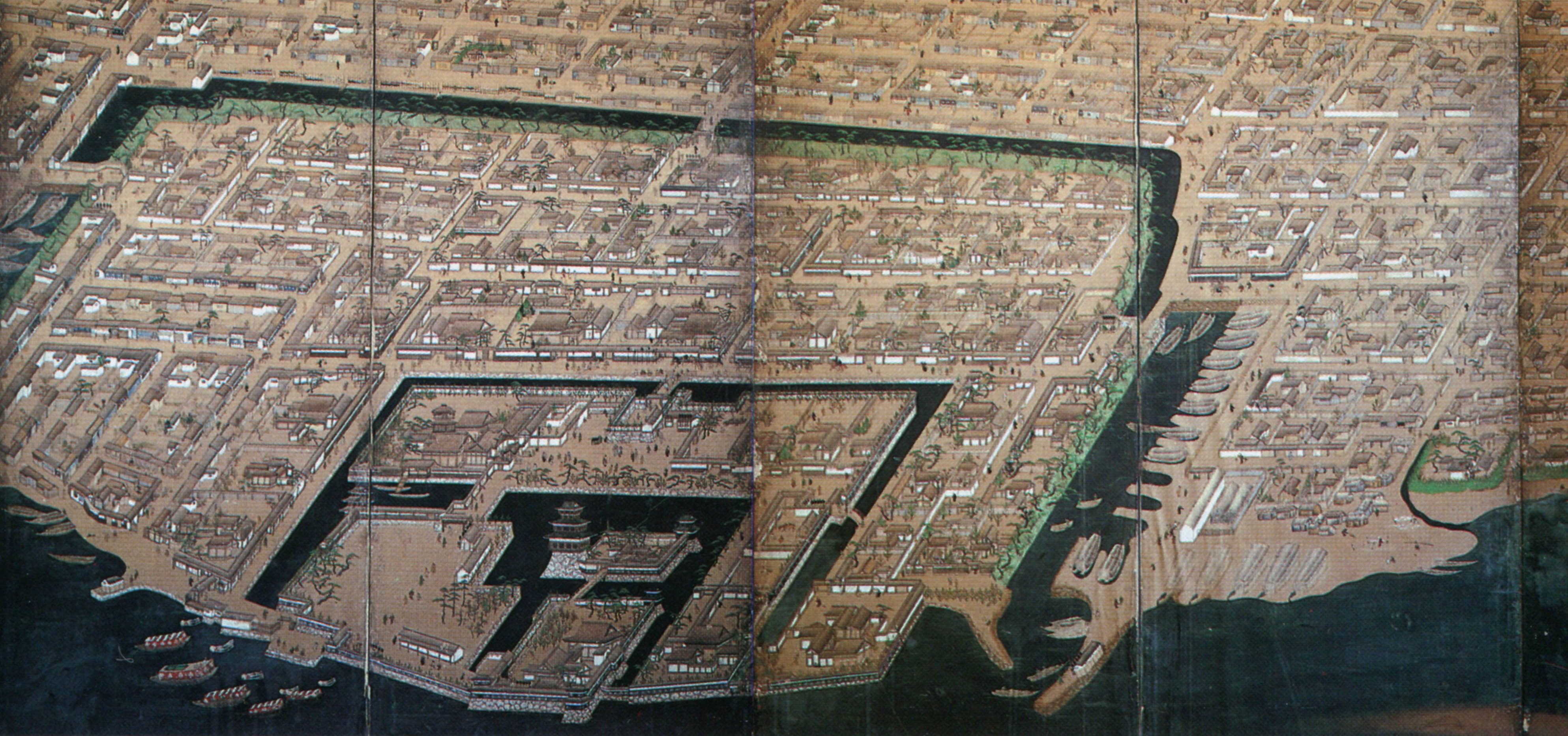
高松城と城下町 絵屏風
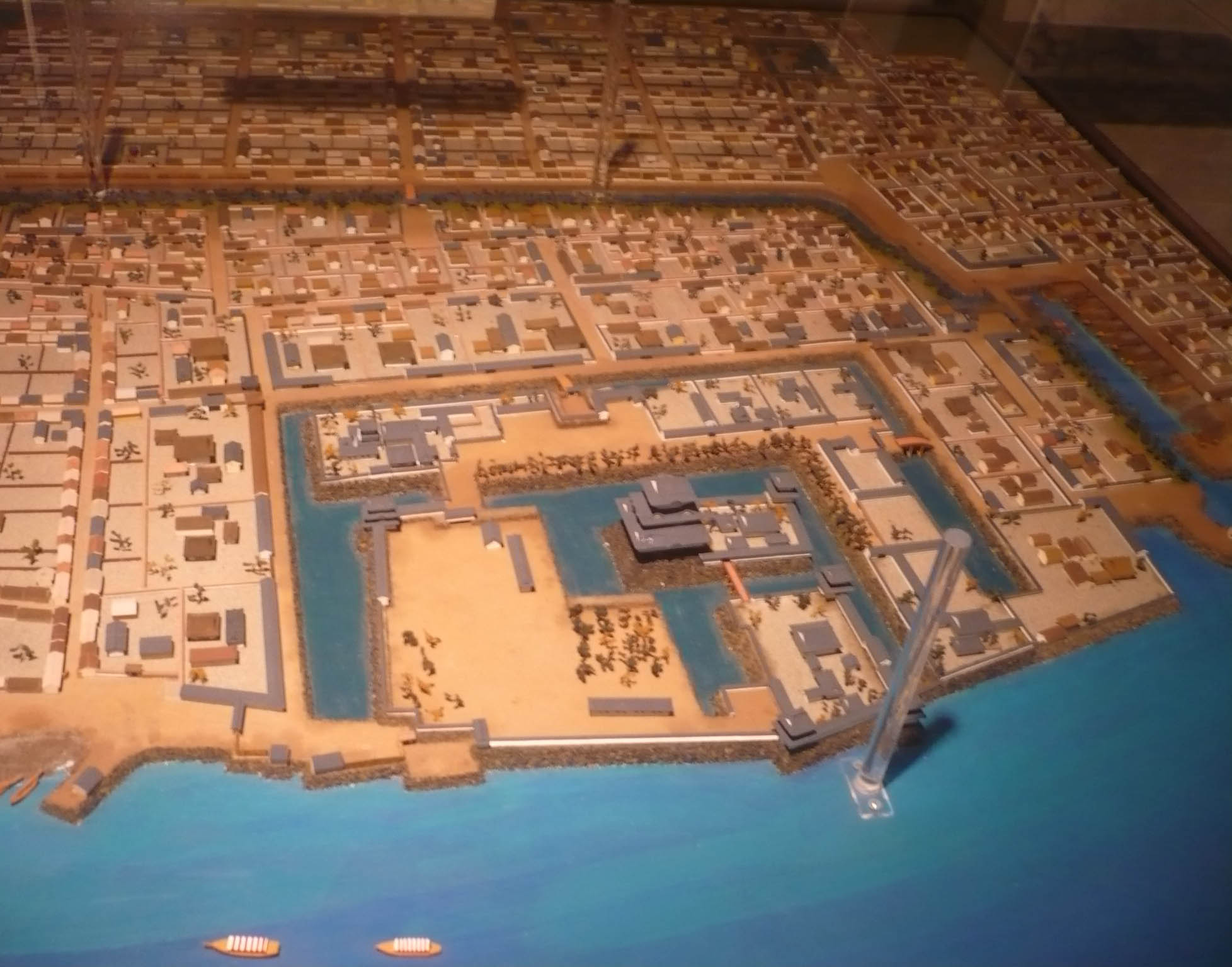
高松城・城下町　模型
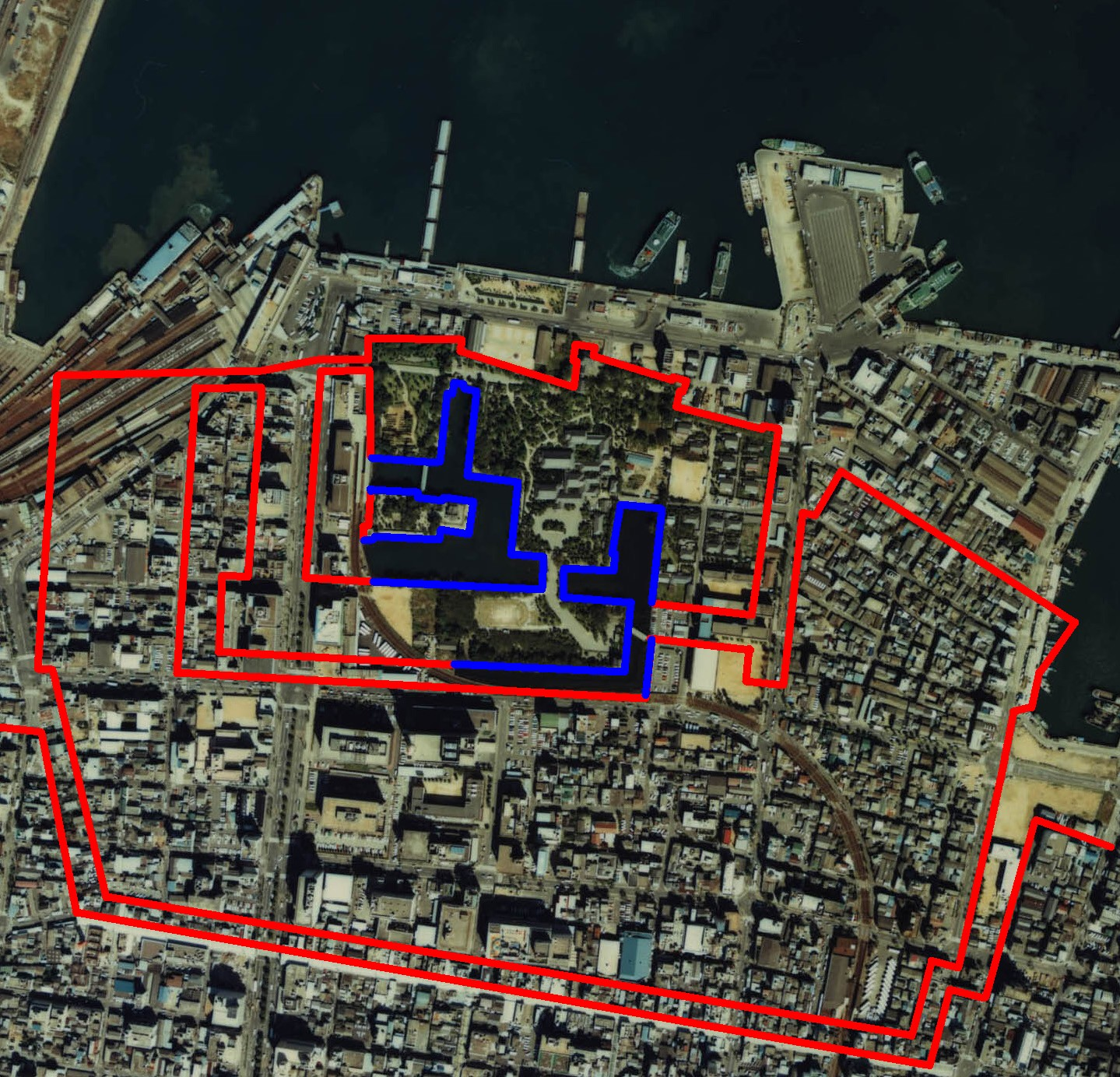
青線が現存する縄張りで、赤線が現存しない縄張り
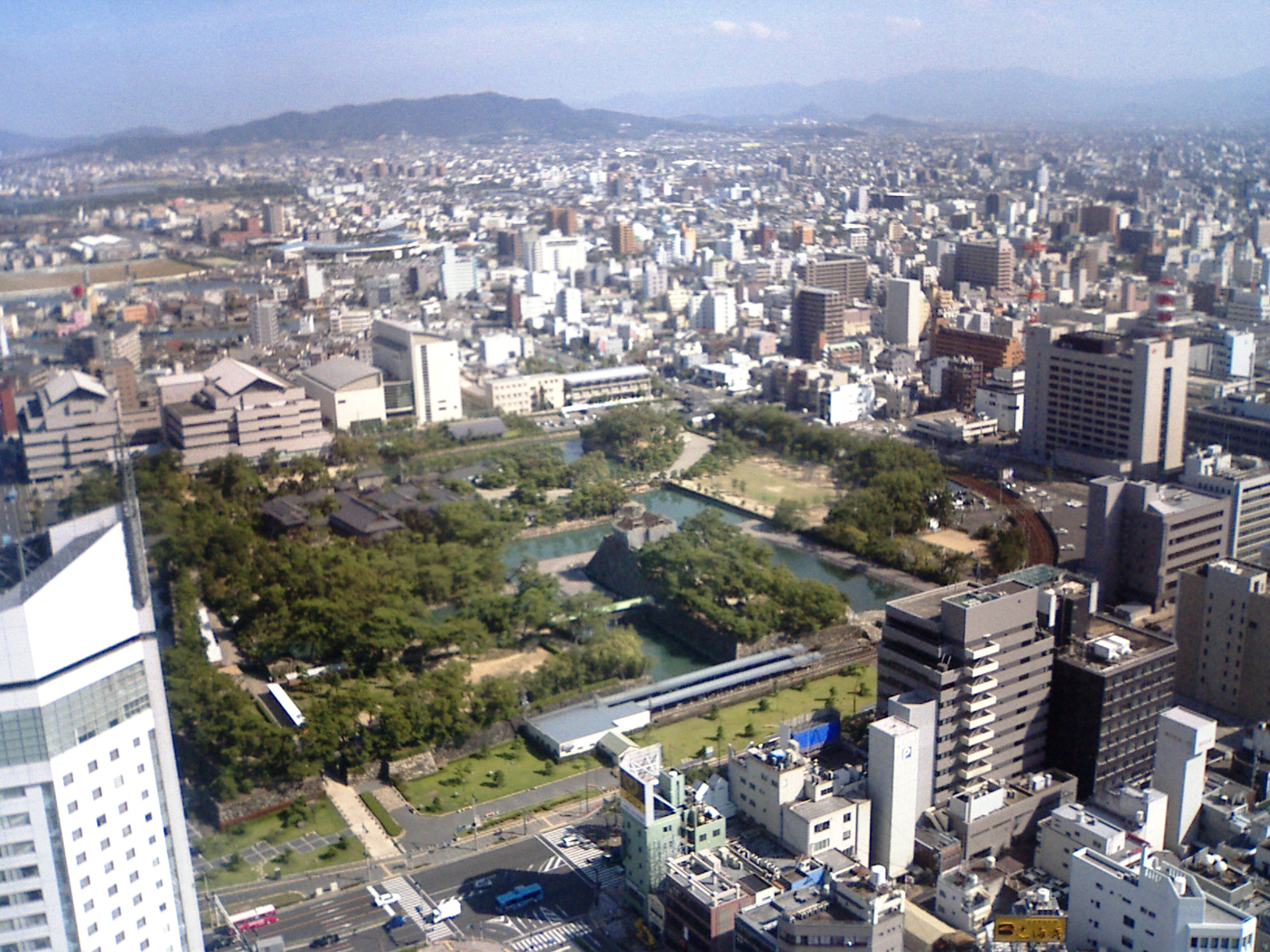
高松城周辺

### 本丸
本丸は城のほぼ中央に位置し、周りを内堀に囲まれ他の曲輪とは完全に独立している。外部とは堀に掛かる長さ16間（約30メートル）の木造の鞘橋（後述）一本だけで繋がっており、この橋を落とせば外部からの進入路を断つことができた。この構造は、防備に優れるが一旦橋を落としてしまうと内部にいる人間は逃げ場を失ってしまう、という欠点があるが、当城の場合は海に面していることもあり、堀を通じて海上への脱出が可能であった。
本丸の面積は狭く、多聞櫓で囲まれた天守、本丸御殿があった。天守台は本丸の東端に突き出しており、三の丸の方から見ると天守が海上に浮いているように見えたという。

#### 天守
天守は独立式層塔型3重4階、地下1階、初層平面が東西13間2尺（約26.2メートル）×南北12間2尺（約24.2メートル）、高さ13間半（約24.5メートル）にもおよんだといい、現存している3重5階の高知城天守（高さ約18.6メートル）や松山城（高さ約20メートル）の天守を凌ぎ四国最大の規模であった。また、4階平面が3階平面より大きい、いわゆる唐造で、1重めも天守台から外には張り出させて石落としを開いていた。ほかに、1重目と2重目の比翼入母屋破風と唐破風、4階の火灯窓などの特徴があった。創建時の天守は下見板張りの黒い外観であったが、1671年（寛文11年）の松平氏による大改修の際に、白漆喰総塗籠の天守に改築された。小田野筆帖によると天守地下1階は東西6間・南北5間・畳60帖、1階(四の間)は東西12間半・南北11間半・畳187帖、2階(三の間)は東西9間・南北8間・畳140帖、3階(二の間)は東西5間・南北6間・畳60帖、4階(諸神の間)は東西7間・南北6間・畳80帖で有り、4階(諸神の間)には三千体の諸神を祀り金の厨子や四神の旗を飾った特殊な空間で有った。天守の資料は平面図、立面図が無く外観の古写真、内部の資料は小田野筆帖しか残っていない。又、天守を木造復元する計画もあるが平面図が残っていない事により木造復元は不可能である事から国の許可が下りない為、膠着状態で有る。
天守は老朽化により1884年（明治17年）に解体され、1920年に松平家初代藩主松平頼重を祀った玉藻廟が建立された。2006年より始まった天守台石垣の解体修復工事に伴い、玉藻廟はすべて解体された。

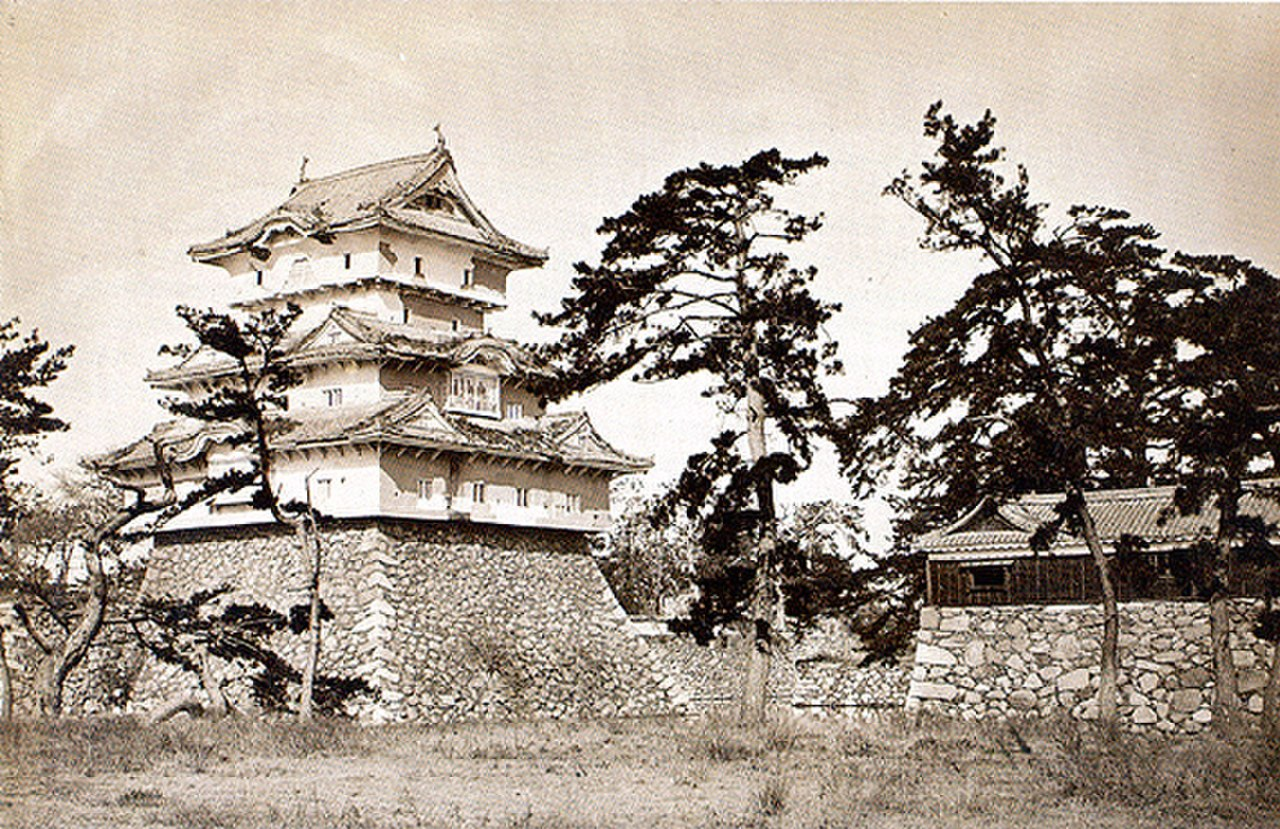
天守　明治時代
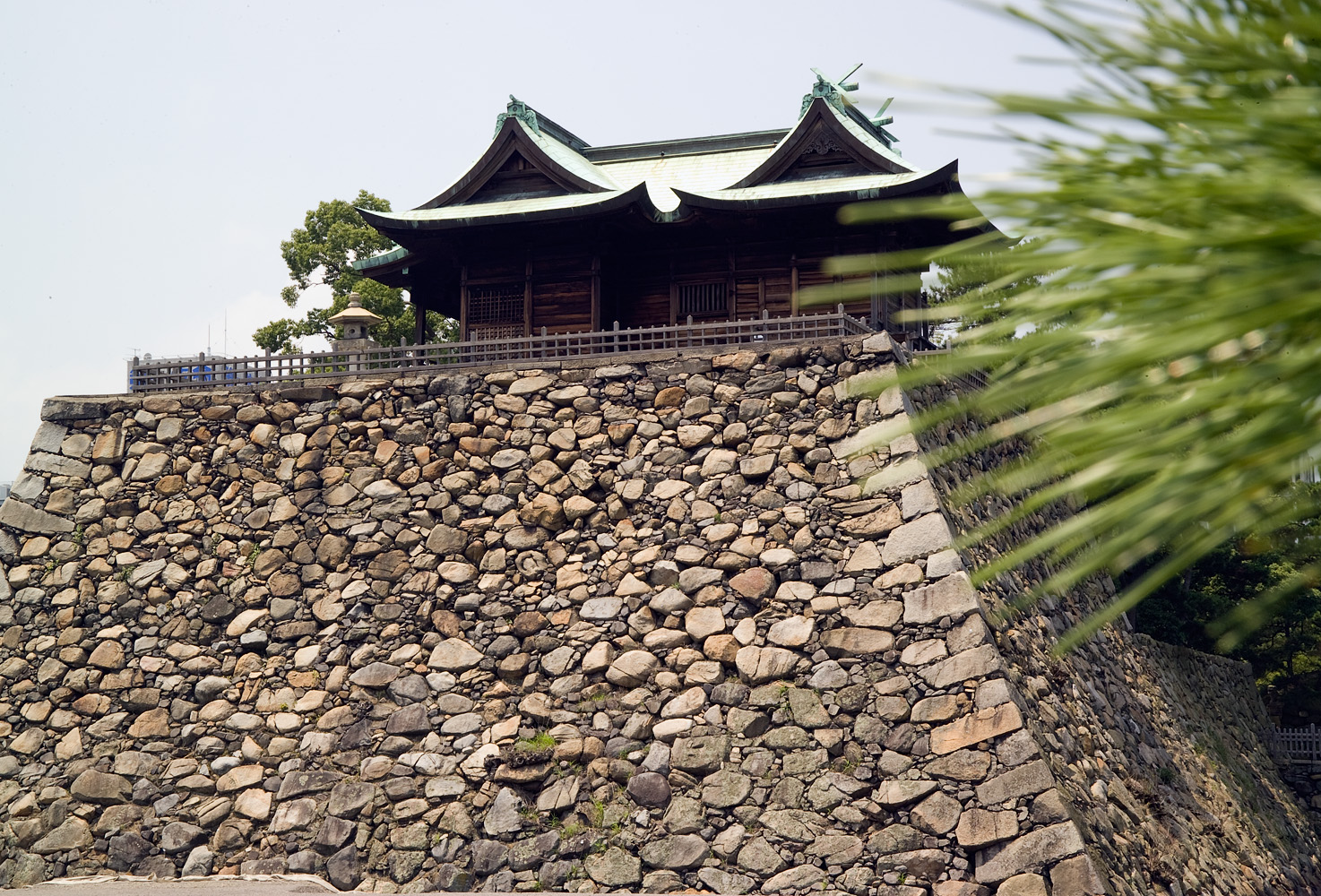
天守台にあった玉藻廟　2005年
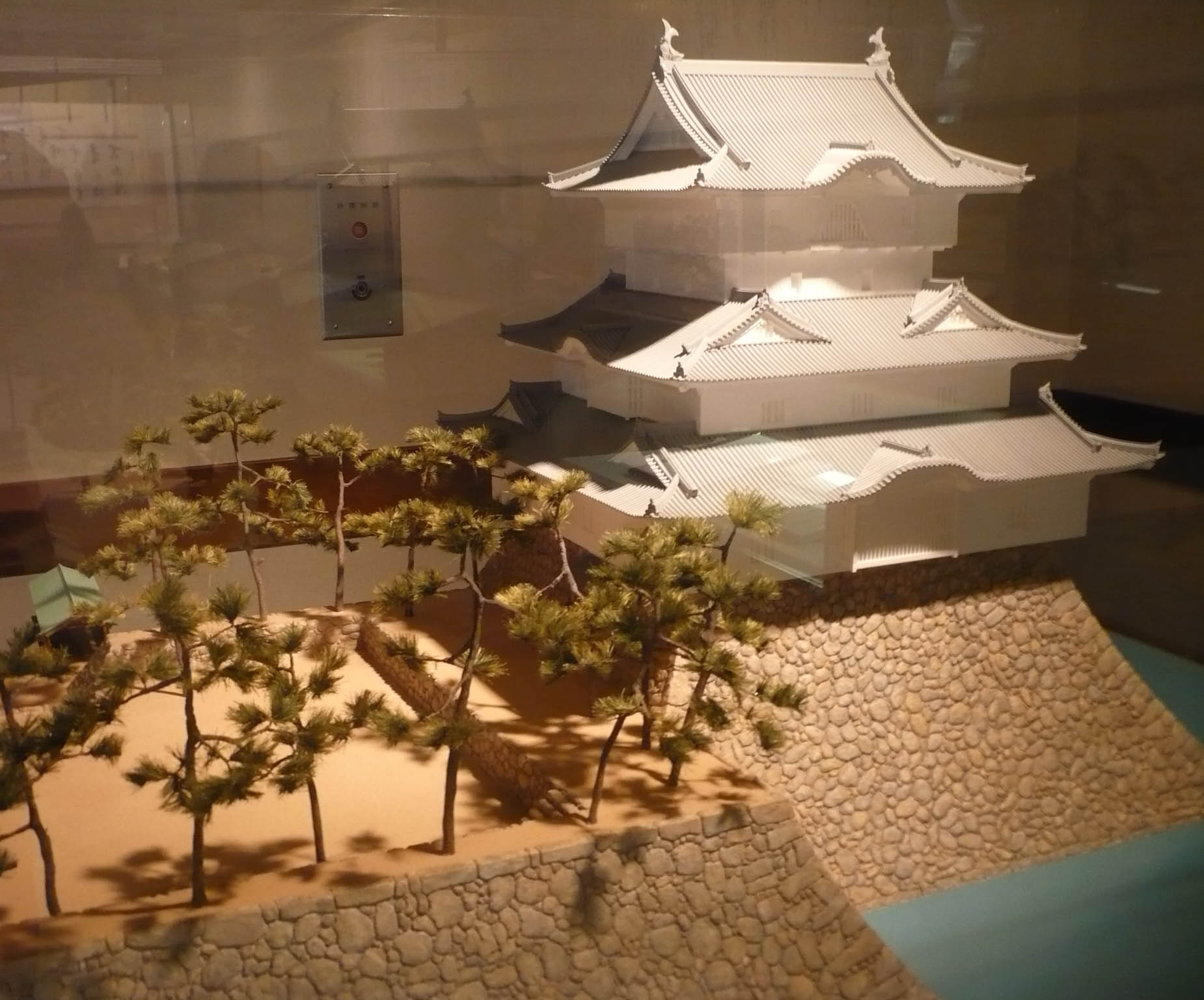
高松城天守閣模型/陳列館蔵
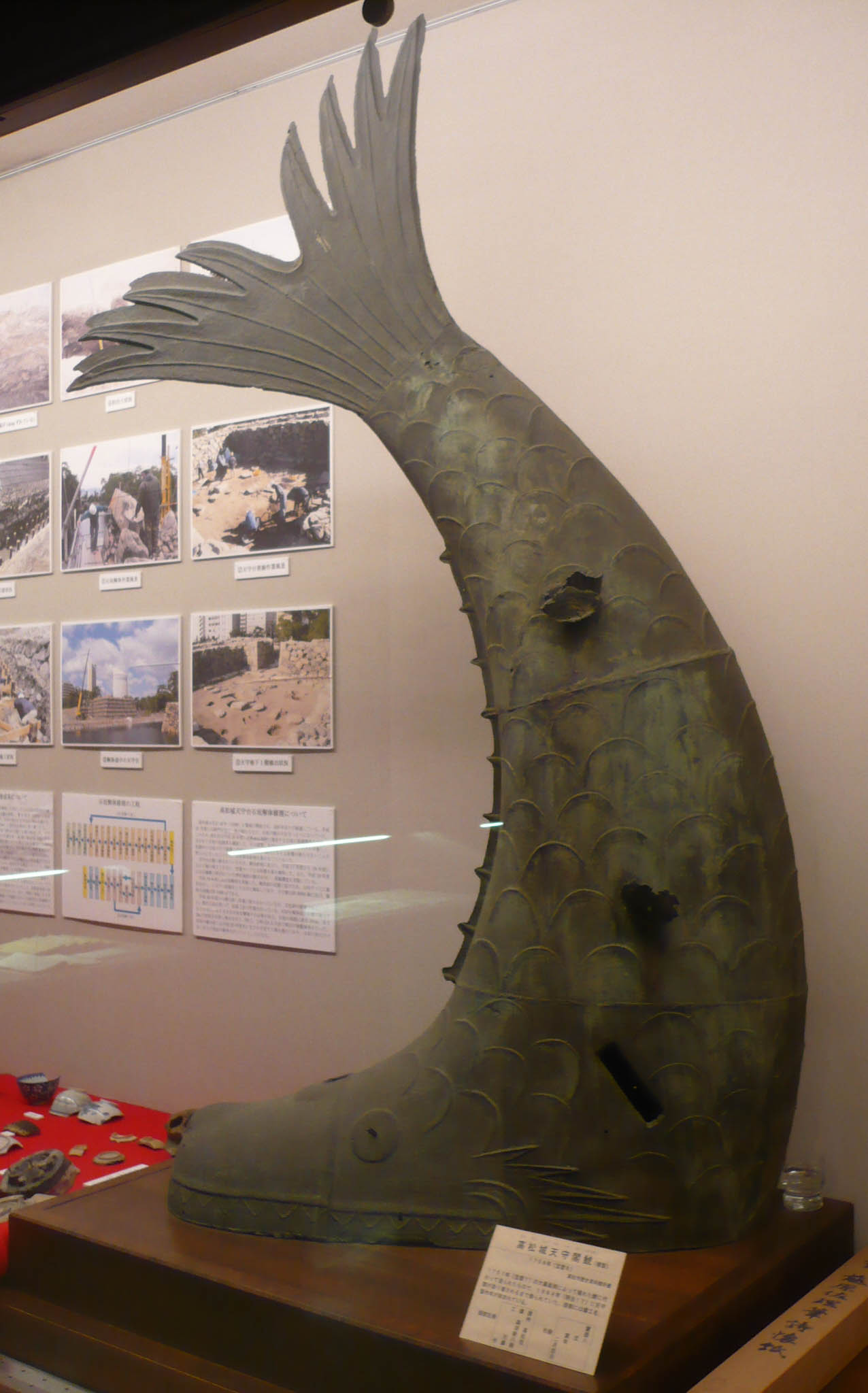
高松城天守閣鯱（複製）/陳列館蔵

#### 鞘橋
本丸と二の丸をつなぐ橋で、“鞘橋”の名称は、橋上が露天ではなく屋根と側壁がある廊下橋の構造をしており、それを刀の鞘に見立てたことによる。
築城当初には屋根や側壁はなく、「らんかん橋」と呼ばれていたとされ、文政6年(1823年)に描かれた絵図『讃岐国高松城石垣破損堀浚之覚』には屋根が描かれていることから、江戸時代中頃に屋根付きの橋になった。1971年に架けられた現在の橋にも銅板葺の屋根がつけられており、堀には海水が引かれていることから、橋脚は腐食対策のために石材で造られている。

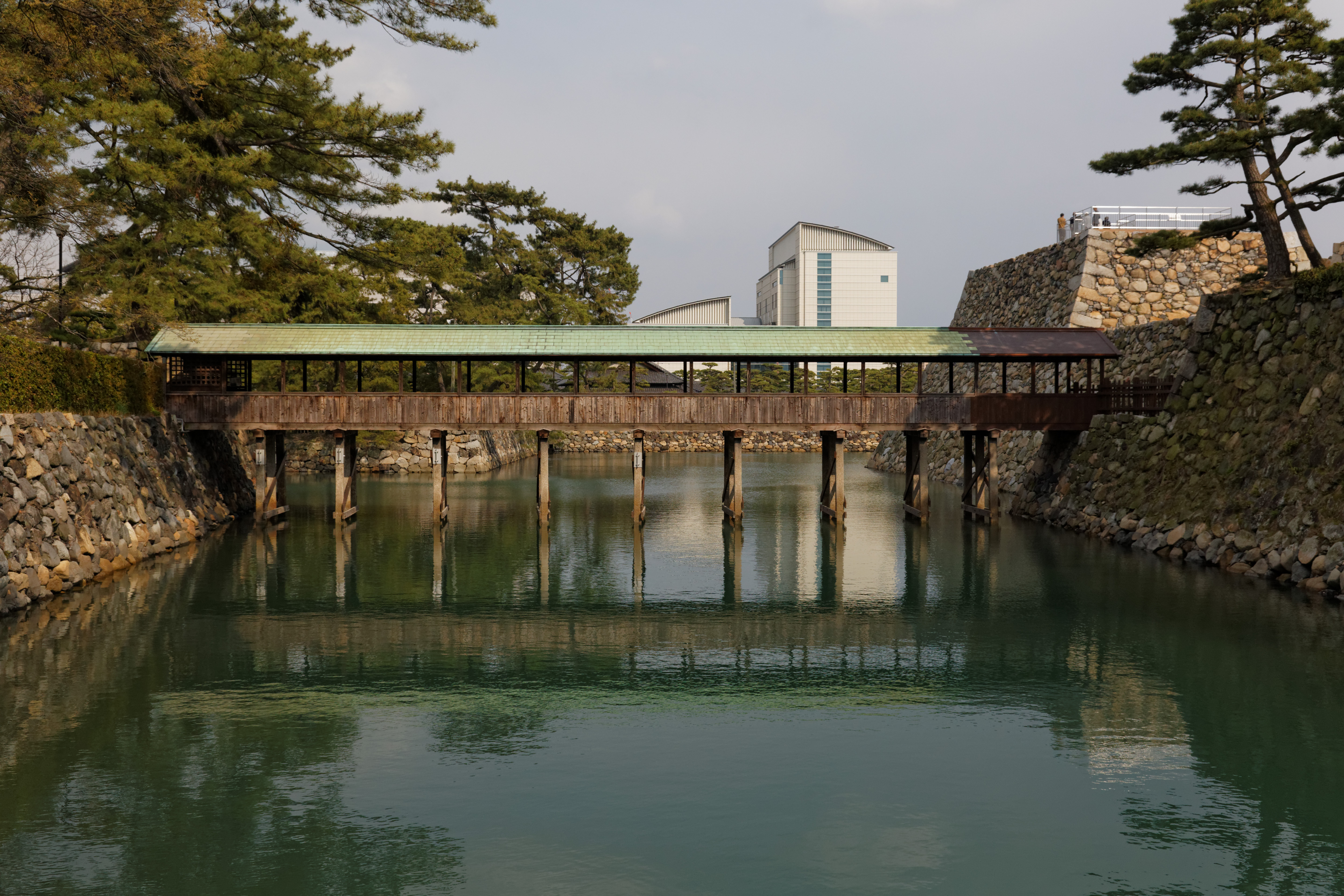
鞘橋
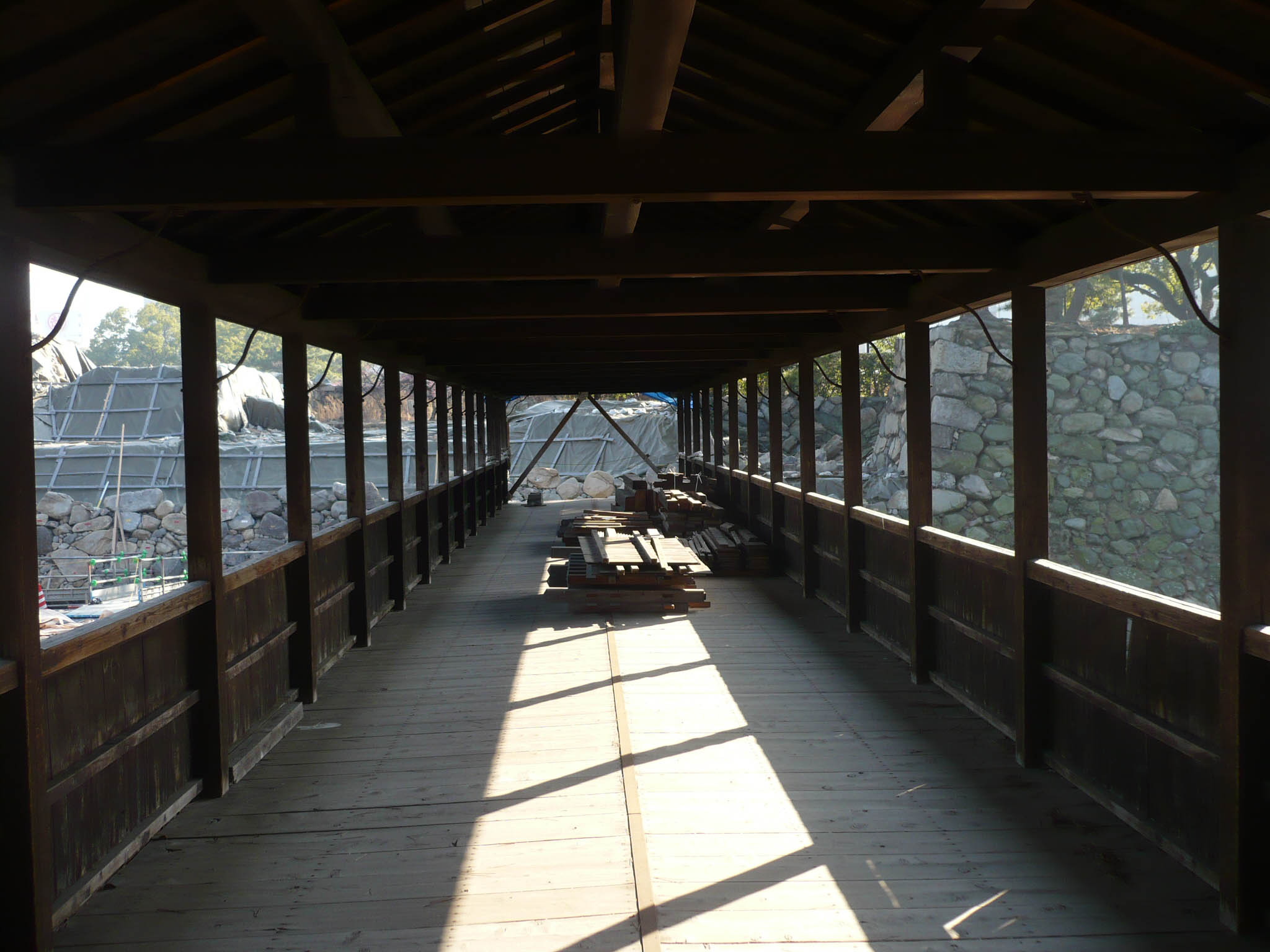
鞘橋　内部

#### 地久櫓
本丸南西にあった二重櫓。石垣跡を発掘調査し整備された。

#### 中川櫓
本丸虎口にあった櫓。

#### 矩櫓
本丸北西にあった櫓。

### 三の丸
江戸時代の松平氏時代には披雲閣と呼ばれる現在の2倍の規模の三の丸御殿があったが、1872年（明治5年）に老朽化により取り壊された。ほかにも、龍櫓や多聞櫓があった。現在の披雲閣は、1917年（大正6年）松平家高松別邸として、当時の金額で15万円と3年の歳月をかけて建設された。昭和天皇が宿泊したり、アメリカ軍に接収されたりしたが、高松市が譲り受け、貸会場として市民に利用されている。また披雲閣の再建に合わせて内苑御庭という枯山水の庭が作造された。城の遺構としては、三の丸入り口には桜御門があったが、1945年（昭和20年）の高松空襲で焼失した（後述の通り、2022年に復元）。披雲閣は2012年（平成24年）7月9日に国の重要文化財に、庭園（披雲閣庭園）は2013年（平成25年）10月17日に国の名勝に指定された。

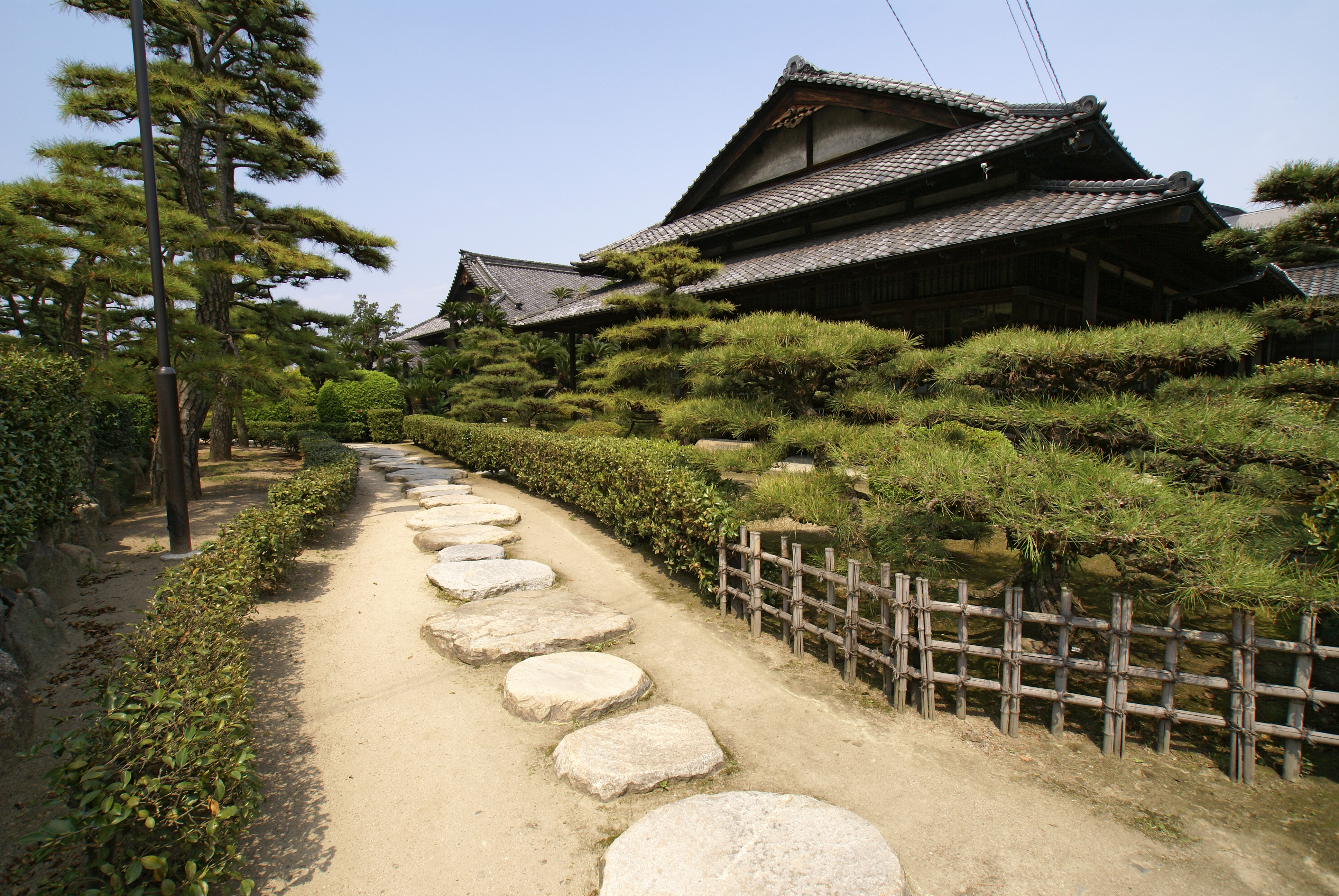
披雲閣(三の丸御殿)
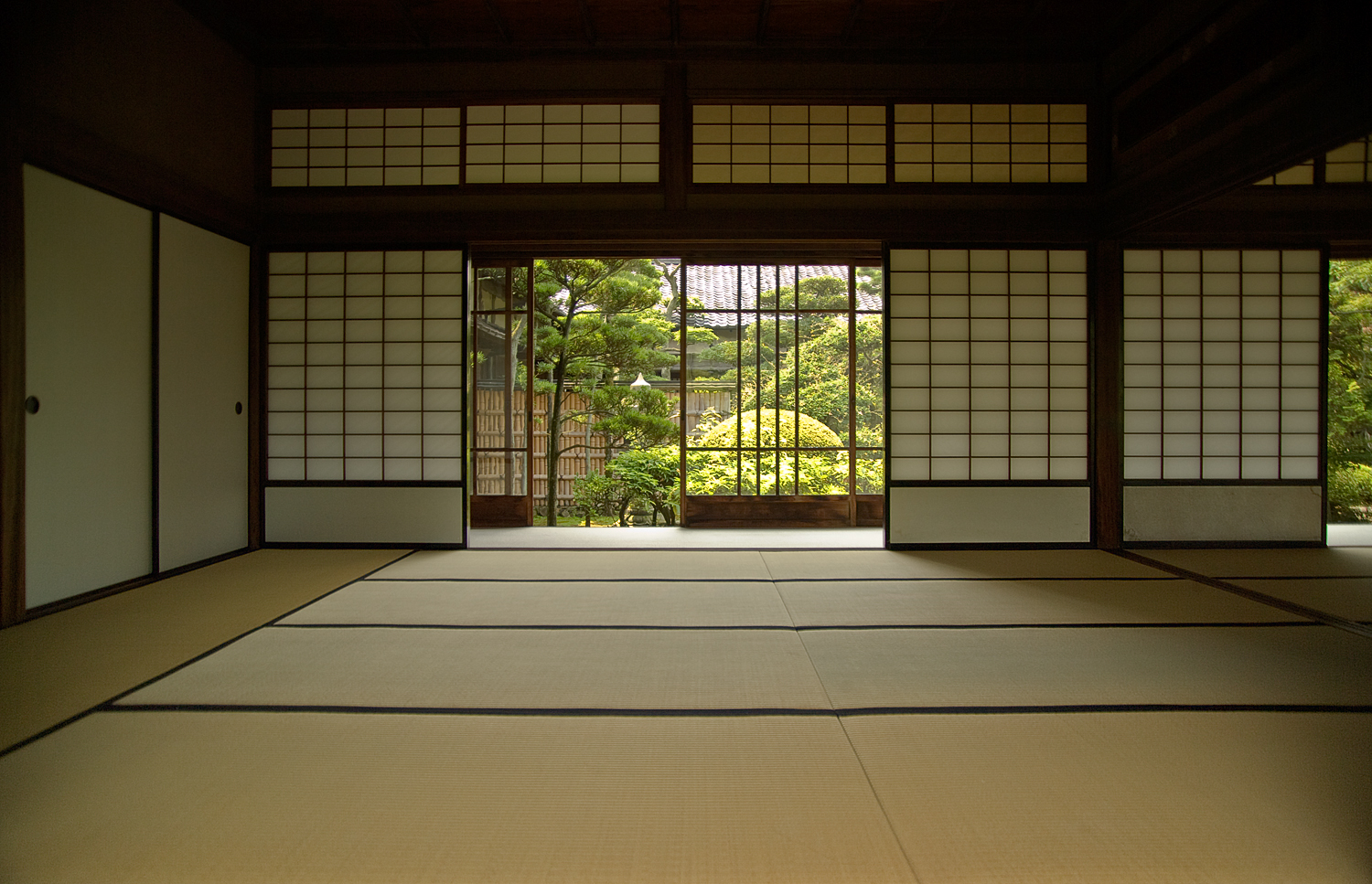
披雲閣　内部
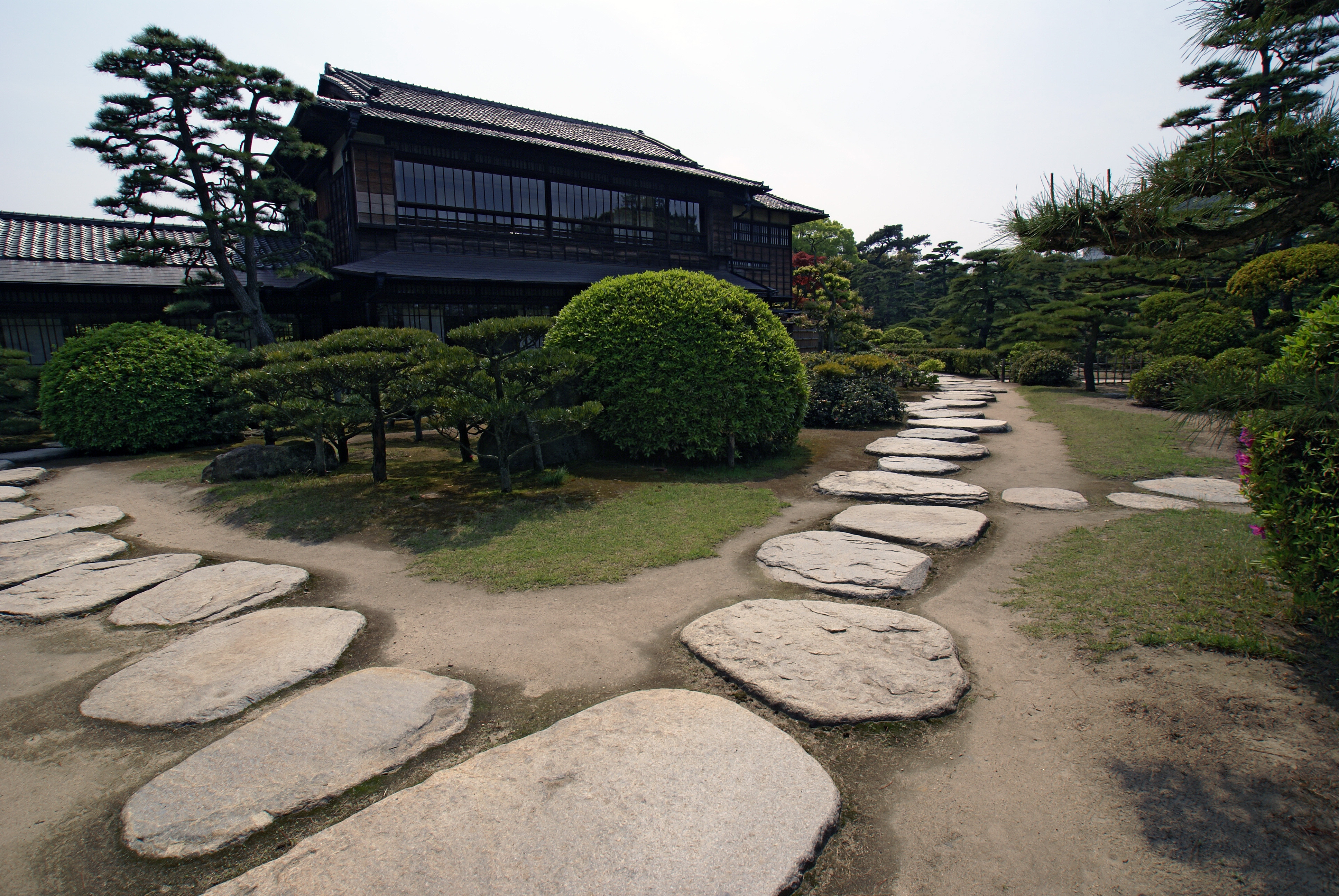
披雲閣と内苑御庭
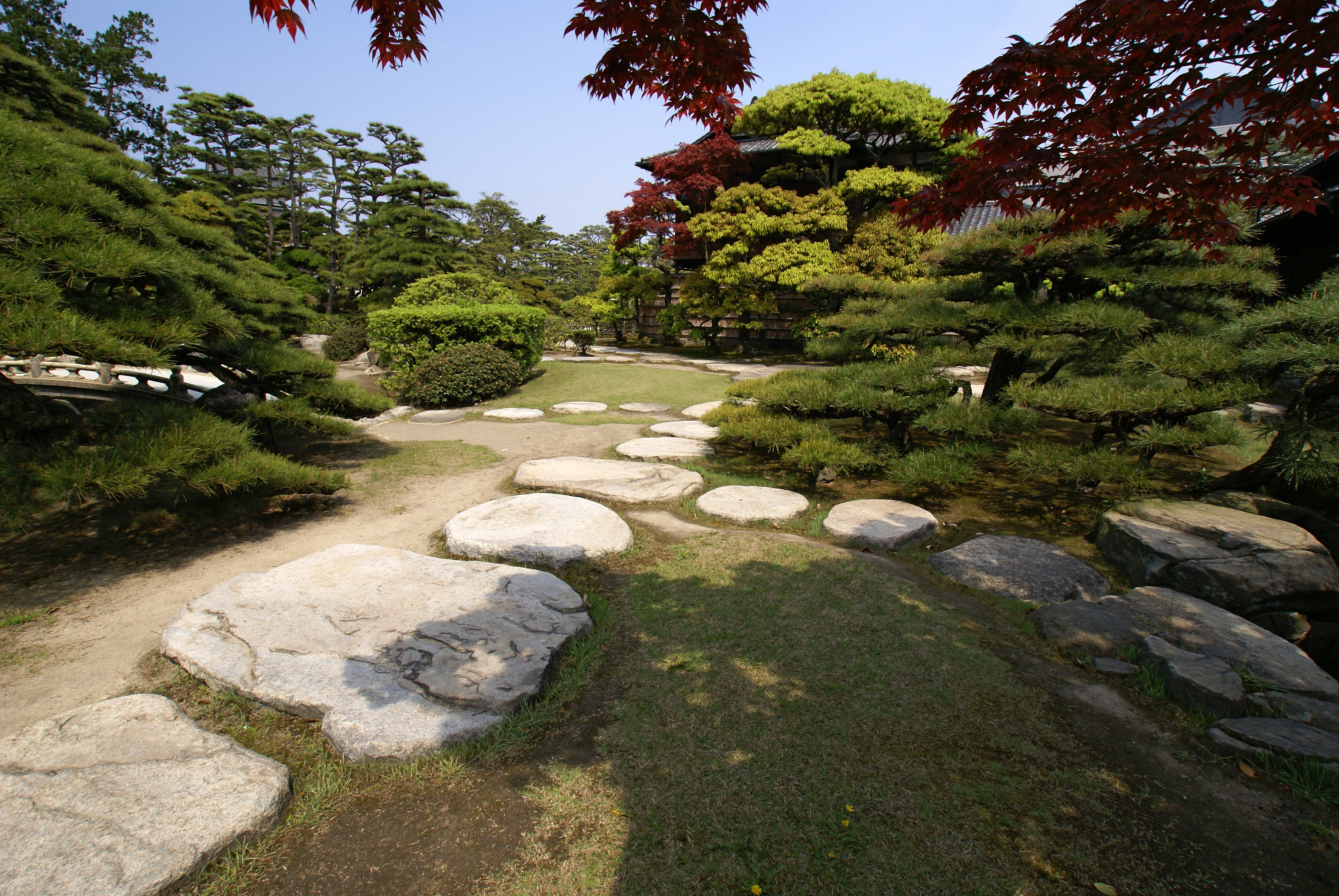
内苑御庭
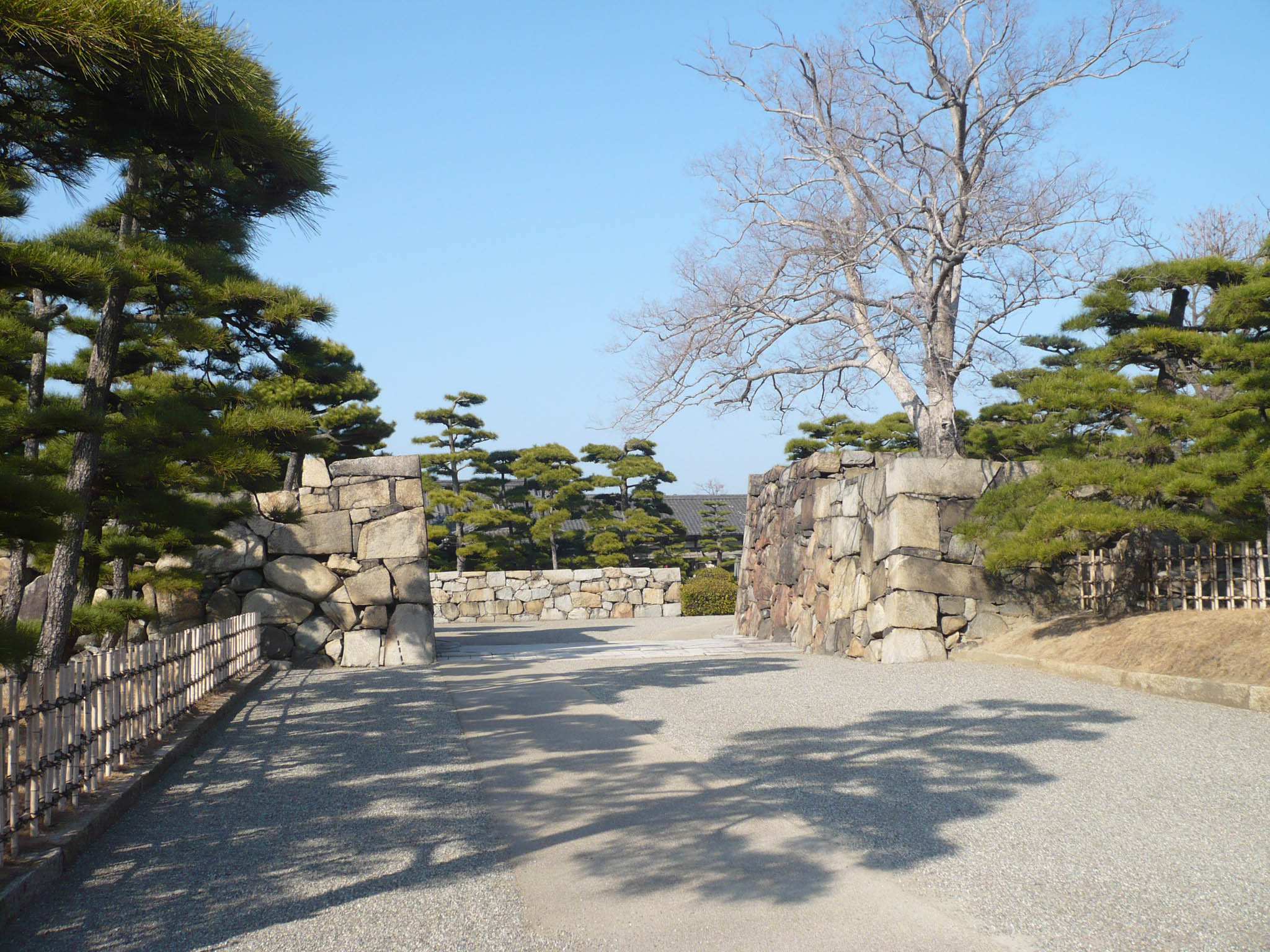
桜御門跡（復元着工前）
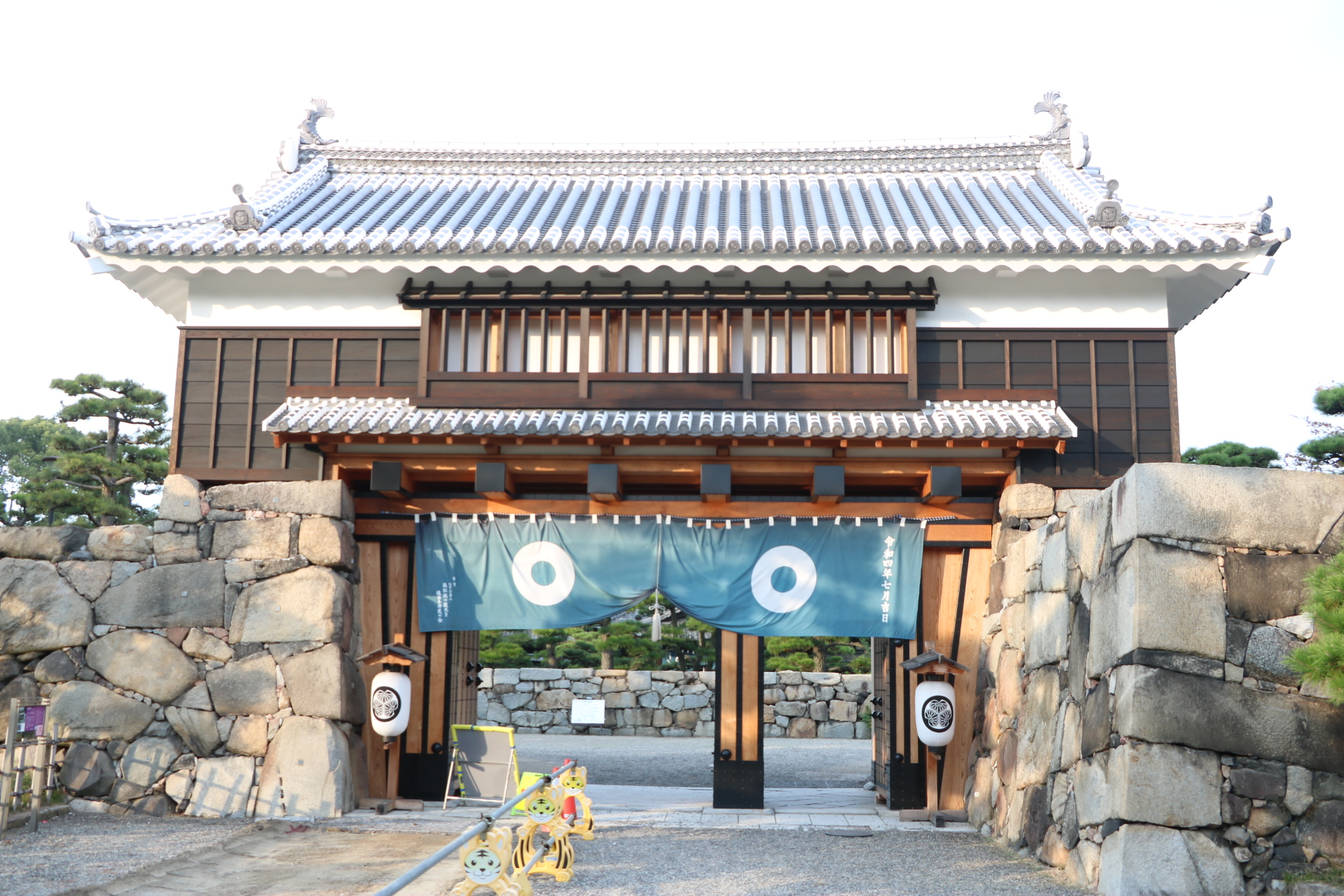
2022年に復元された桜御門
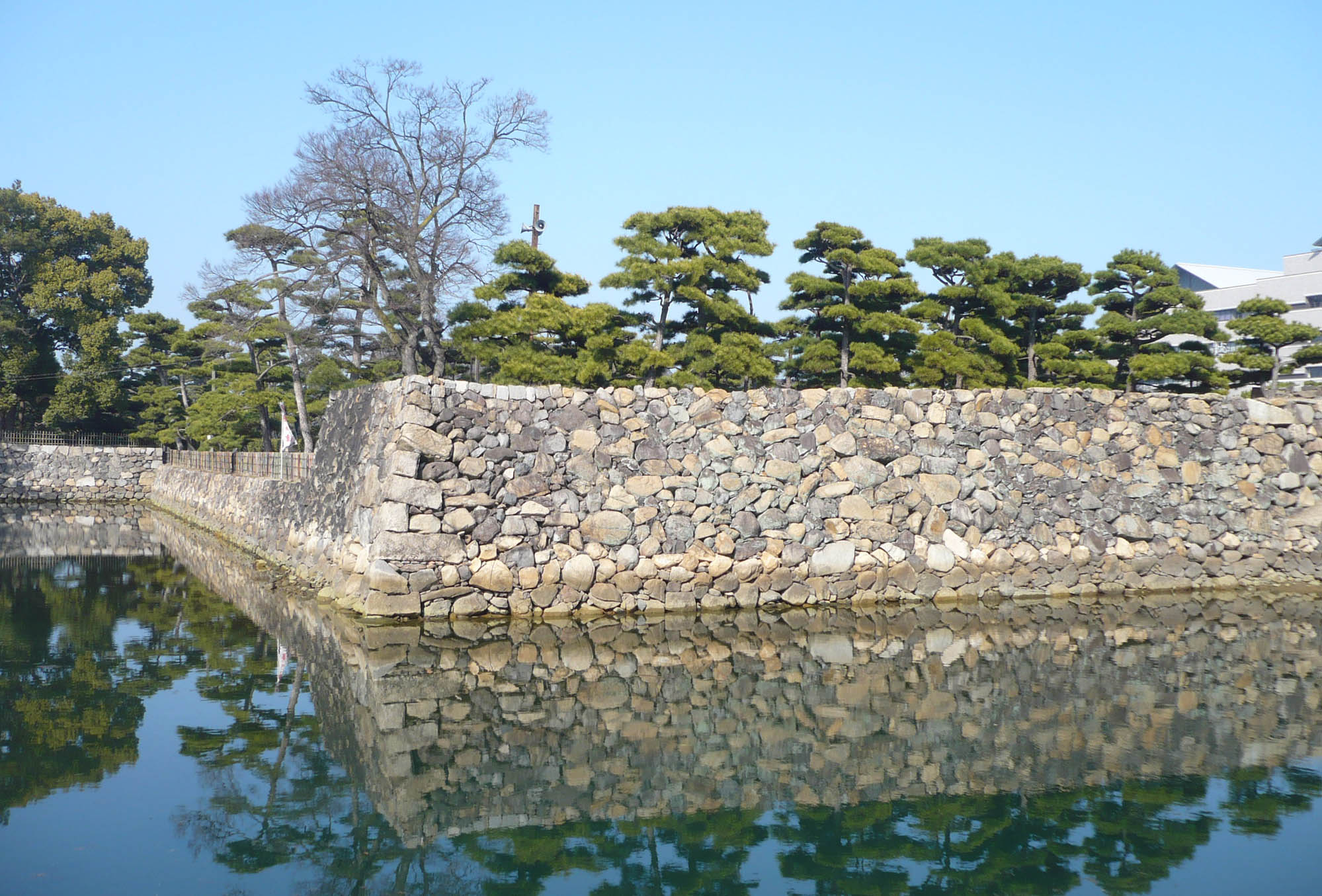
三の丸と内堀

### 二の丸
かつて武櫓や黒鉄門、黒鉄櫓、文櫓、粥櫓、廉櫓があったが石垣のみを残して全て解体された。

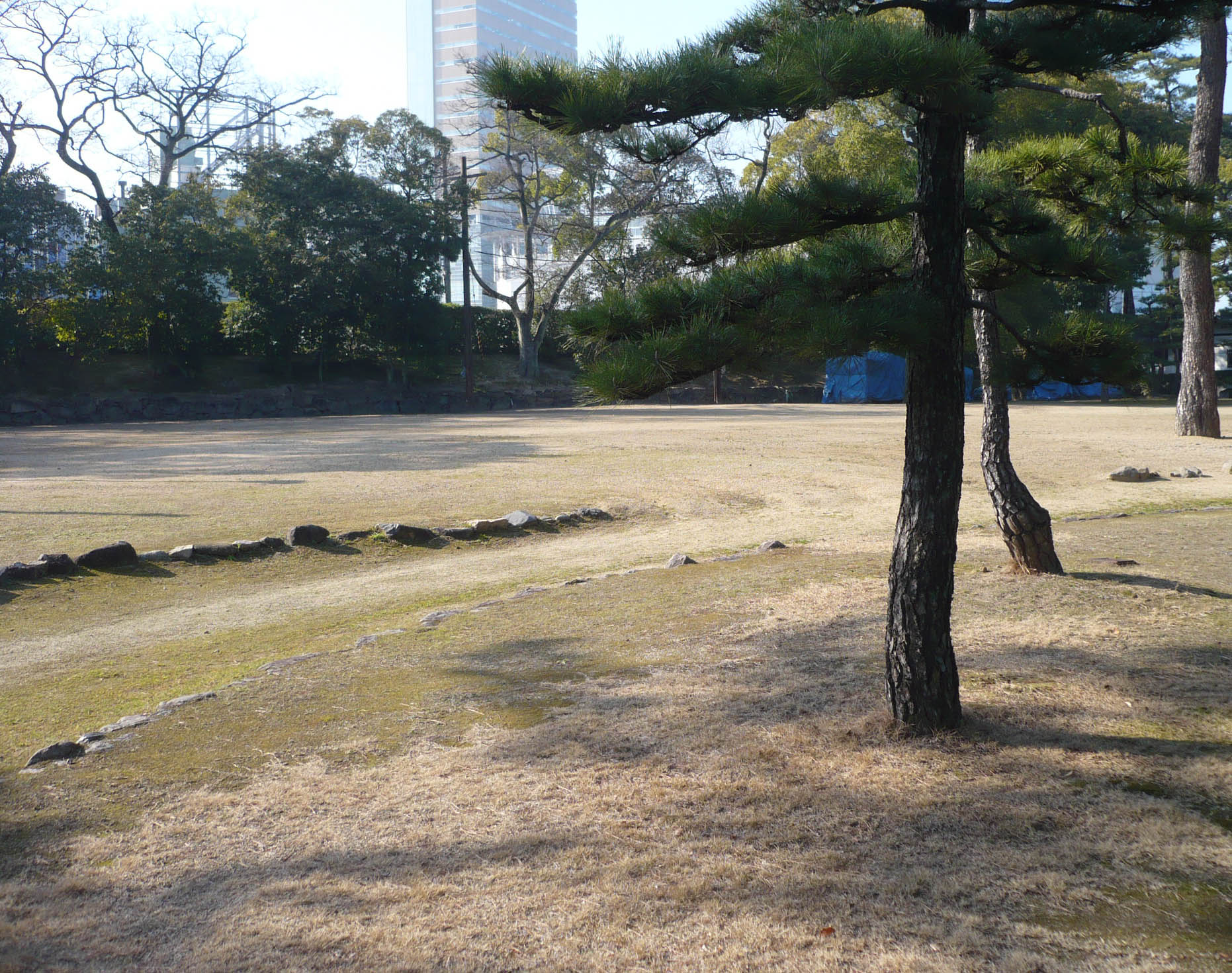
二の丸跡

### 北の丸
北の丸（北新曲輪）は1671年（寛文11年）の松平氏による大改修で、御殿である旧披雲閣が三の丸に移されたため、防衛上東の丸とともに増設された。通路状の曲輪には、1676年（延宝4年）に隅櫓として月見櫓（着見櫓）が建てられ、その後海城に特有の水手御門（みずのてごもん）、渡櫓、鹿櫓が建てられた。

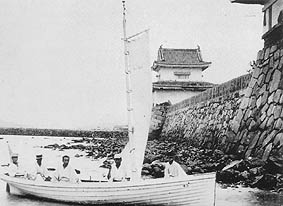
鹿櫓（現存しない）明治時代
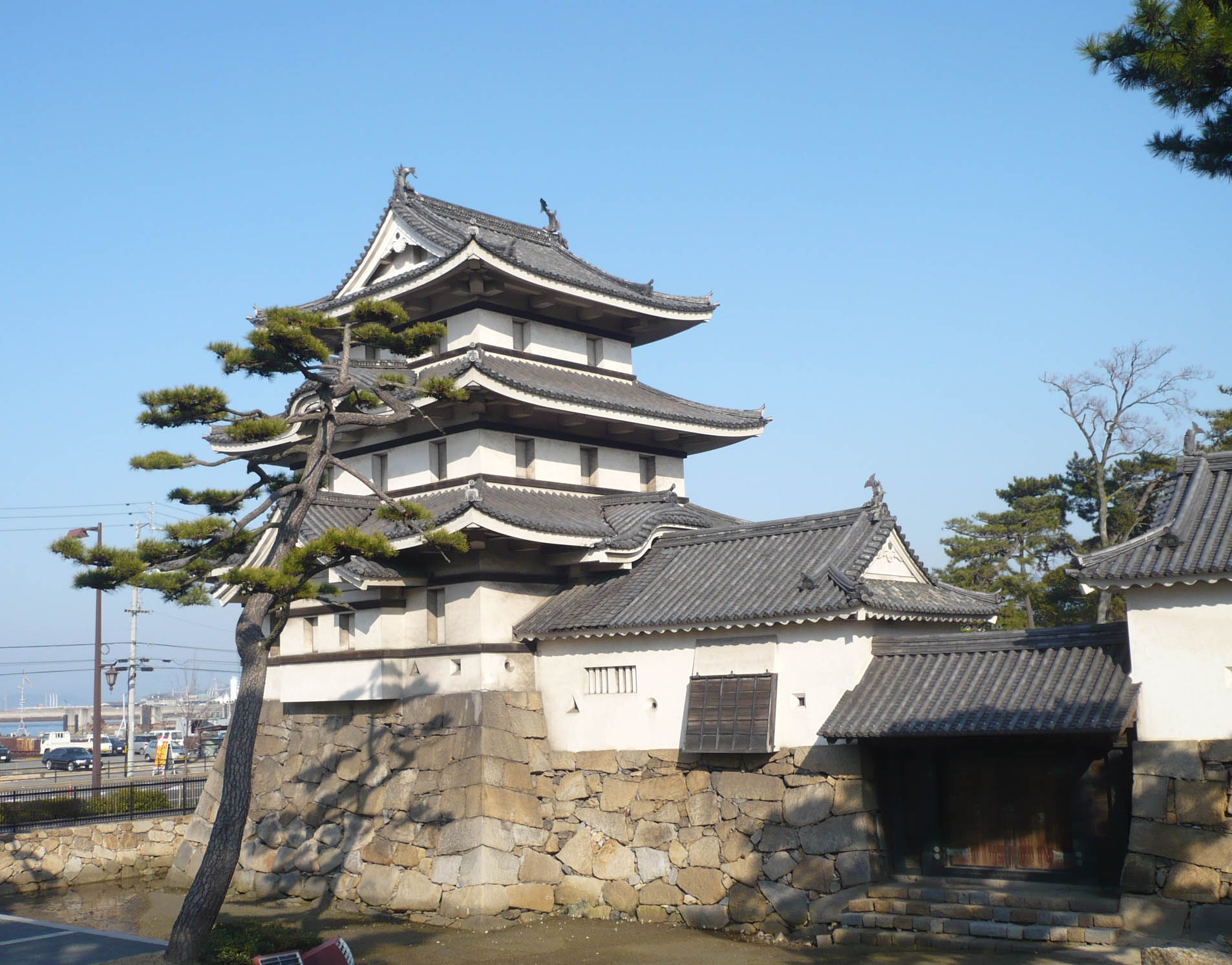
月見櫓と水門（重要文化財）
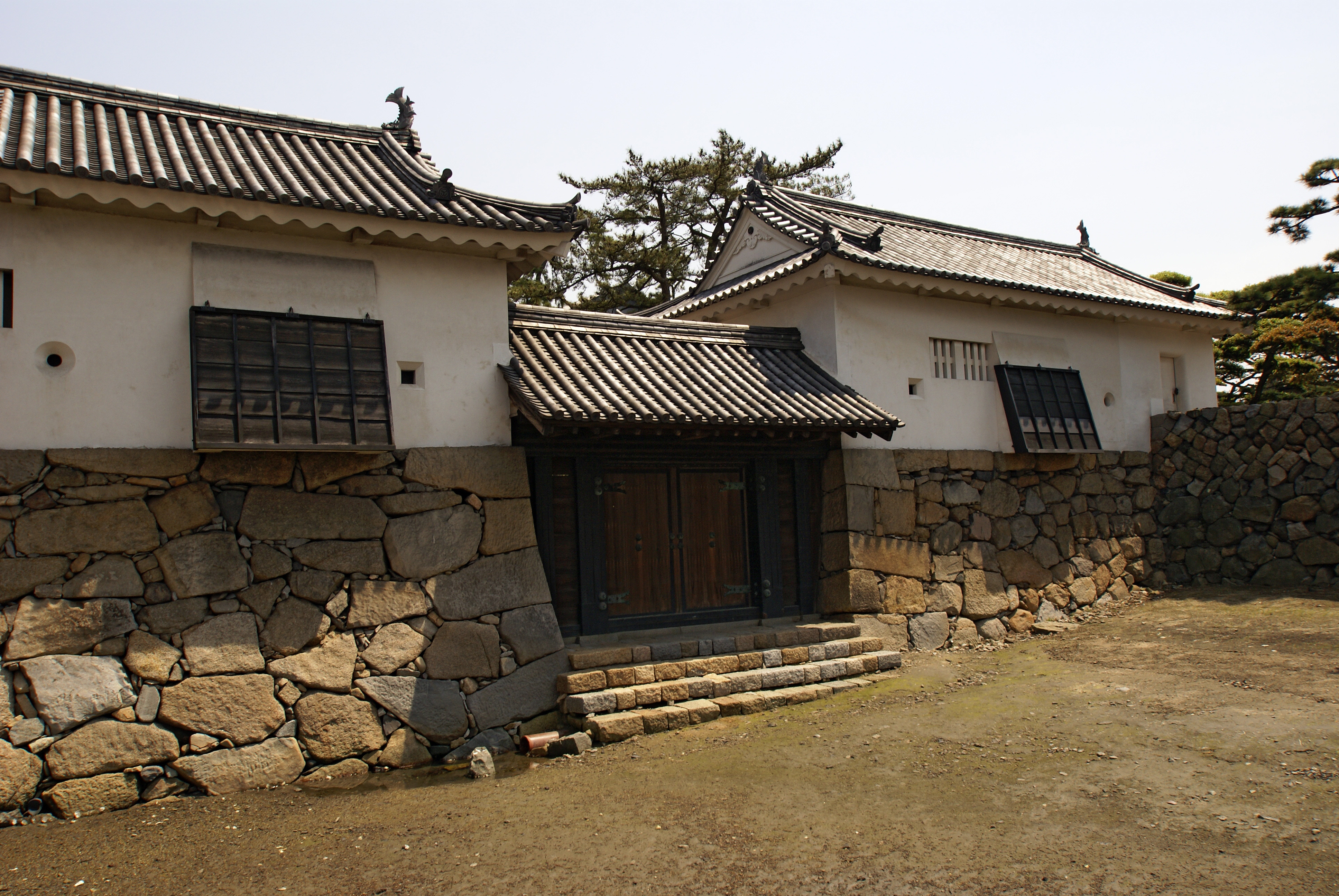
水門と渡櫓（重要文化財）
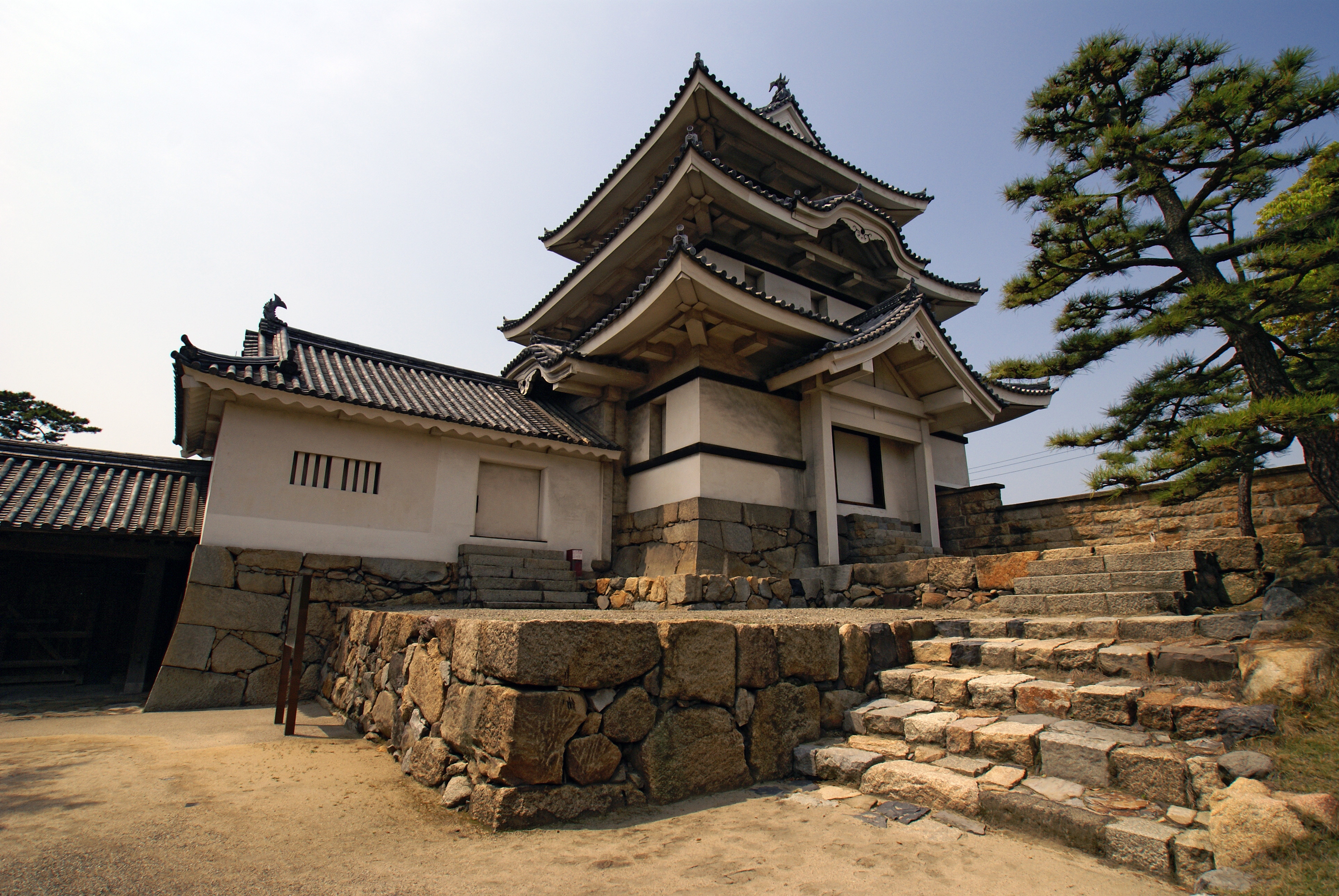
月見櫓、水手御門の裏面

### 水手御門

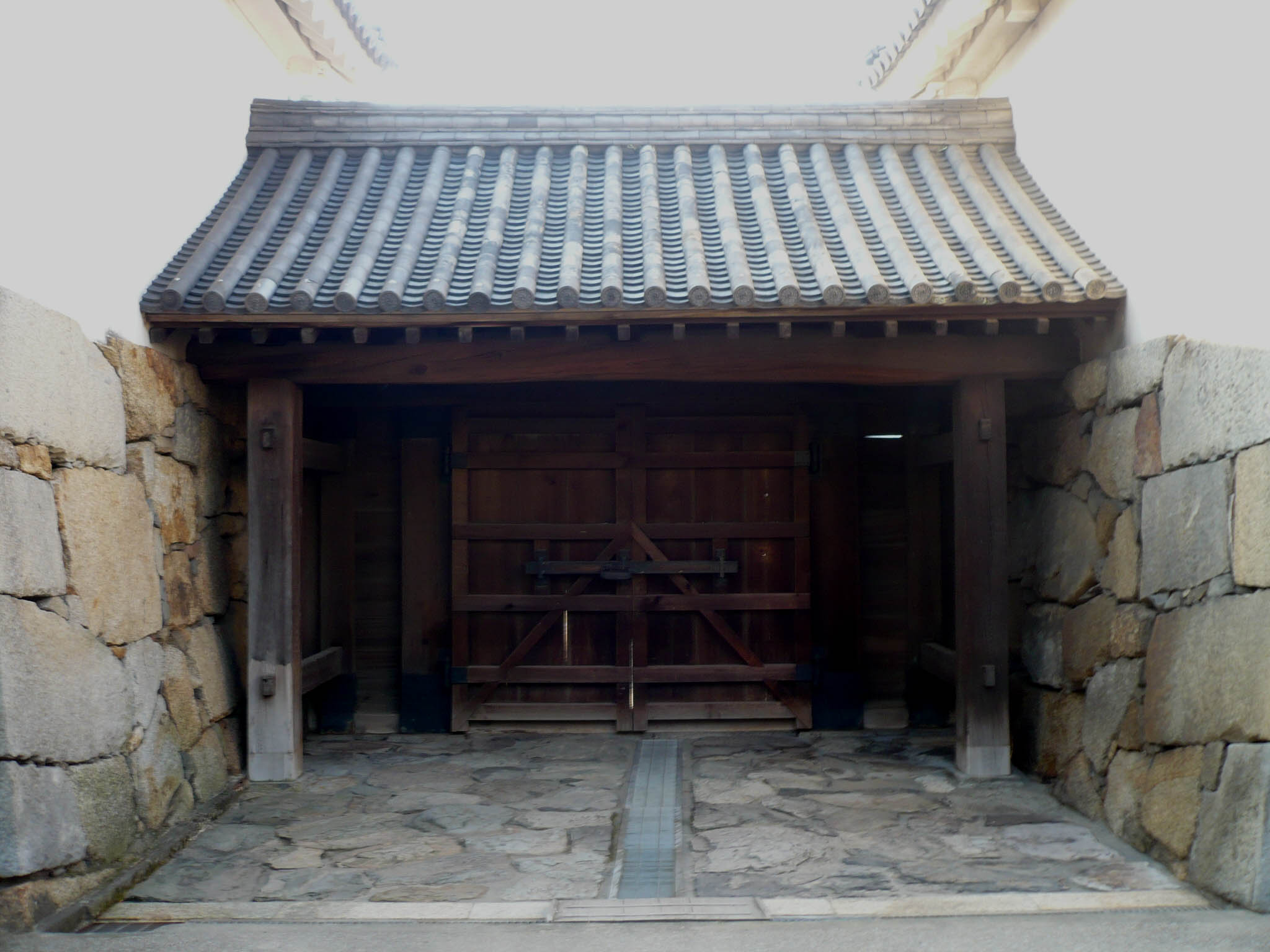
水手御門

正式な出入り口としての性格を持つ。城主はこの門から小舟に乗り、沖に止まった大船に向かった。城主の船が着くのを見る「着き見」が由来という月見櫓がある。

### 東の丸
1671年（寛文11年）の松平氏による大改修で、北の丸と共に増設され、主に米蔵や作事所、艮櫓、巽櫓などが建てられた。現在、艮櫓は桜の馬場の太鼓櫓跡に移築されており、艮櫓の櫓台やそれに続く石垣以外は埋め立てられて、県民ホール（アルファあなぶきホール）や香川県立ミュージアム、松平公益会などが建っている。
東の丸の敷地の一部にあたる高松市立城内中学校が2009年3月31日に閉校し、同年6月30日校庭南東部でプールの解体作業中、東の丸と中堀の間の石垣が出土した。

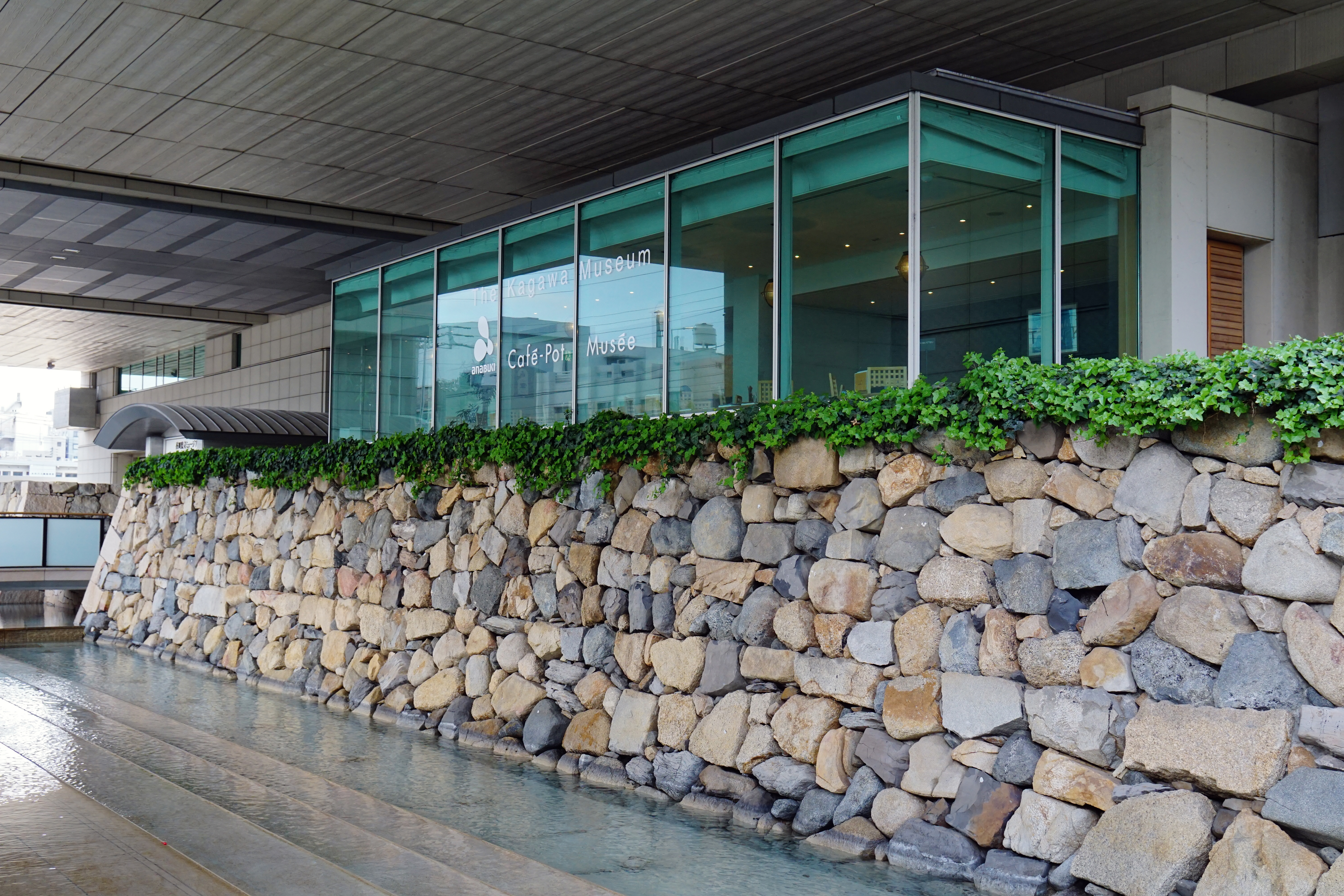
東ノ丸跡の石垣。現香川県立ミュージアム

### 桜の馬場
かつてはL字型であったが、その後半分が現在の中央通りの敷地になるため埋め立てられた。その名のとおり桜が植えられ、馬場があった地であり、現在は春になると桜の花見の名所になっている。寛文11年（1671年）の大改修までは桜の馬場の南中（現在の南西隅）に大手門があったが、御殿であった旧披雲閣が三の丸に移されたためこれを廃し、新たに桜の馬場東端に旭橋と旭門を設けた。桜の馬場内には虎櫓、鳥櫓、太鼓櫓、薬園などがあったが現在ではそのいずれも残っておらず、現在ある艮櫓は1965年（昭和40年）に高松市が東の丸から太鼓櫓跡に移築したものである。
1985年まではさぬき高松まつりのイベント会場としても使われていた。現在はその役目を中央公園に譲っている。
2020年東京オリンピックの聖火リレーでセレブレーション会場となった。

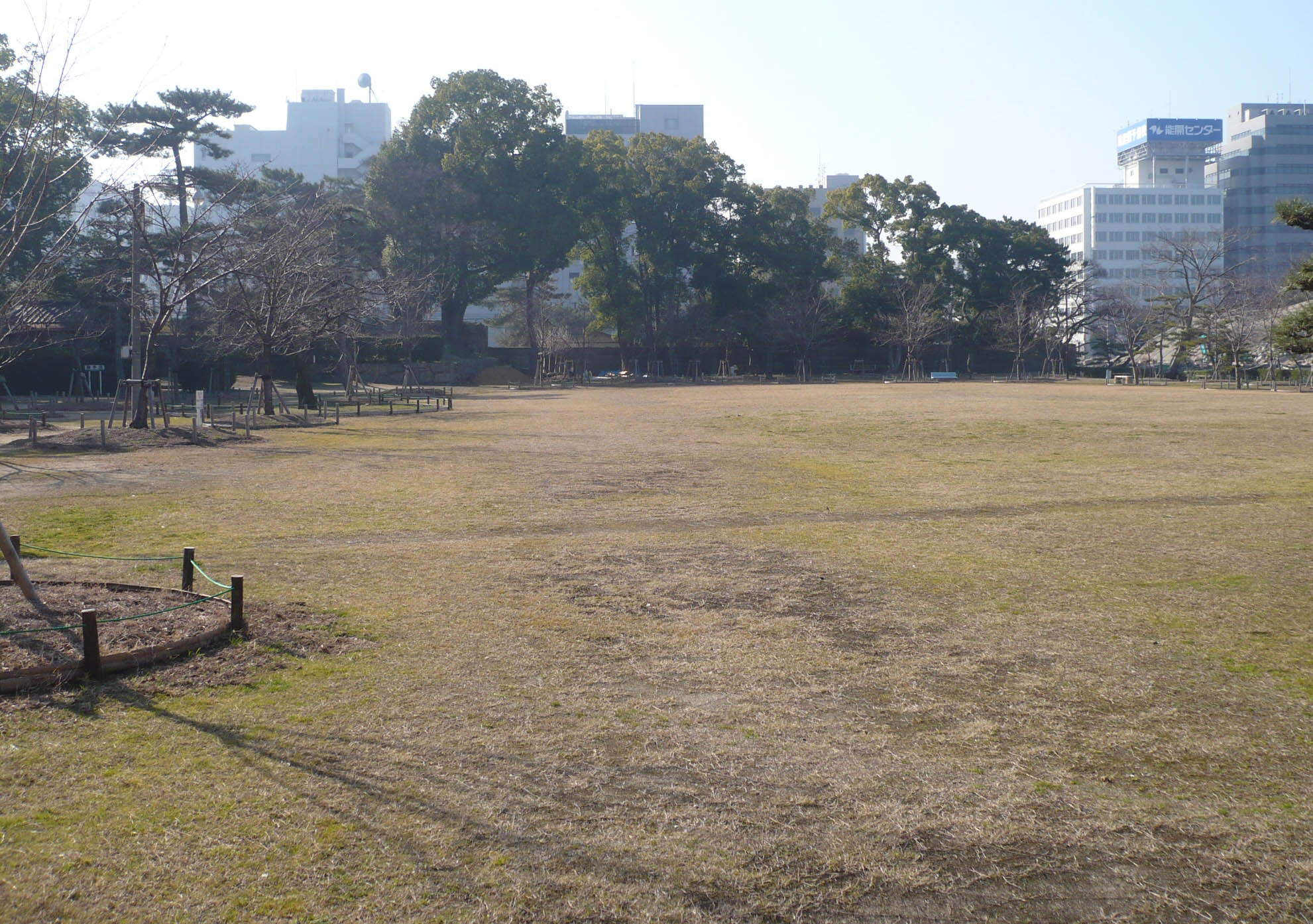
桜の馬場曲輪跡
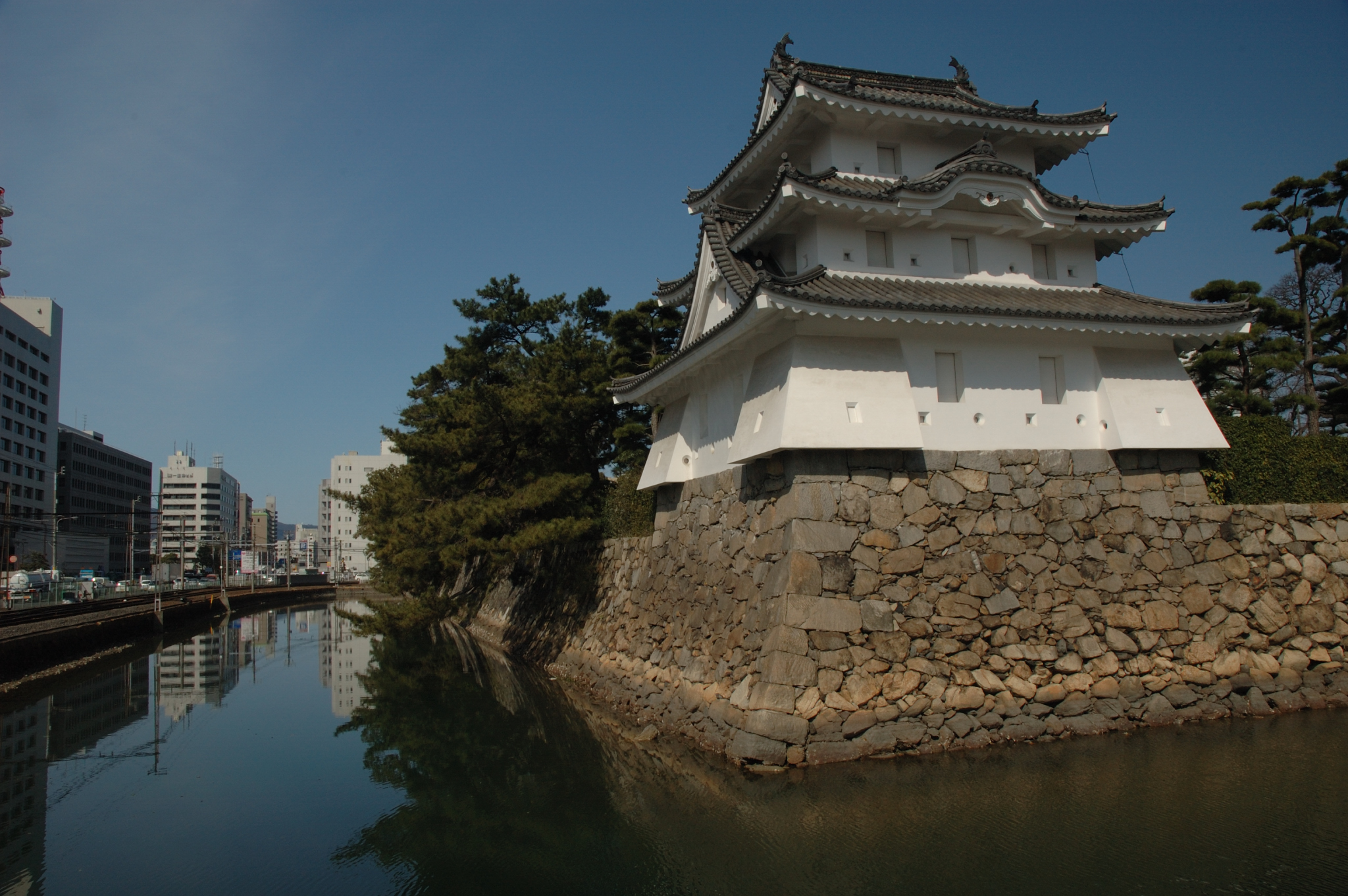
艮櫓（丑寅櫓）（重要文化財）
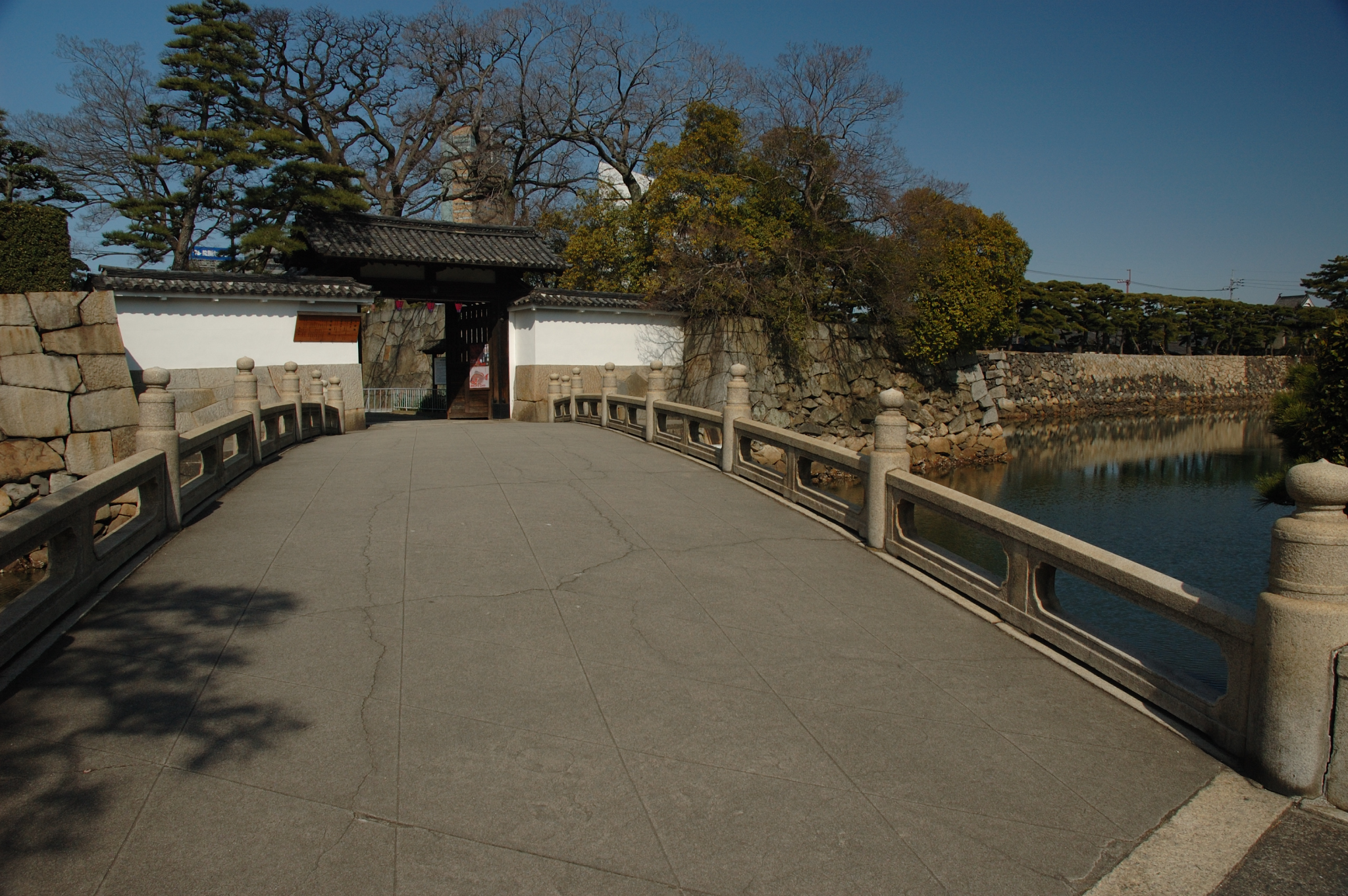
旭門と旭橋
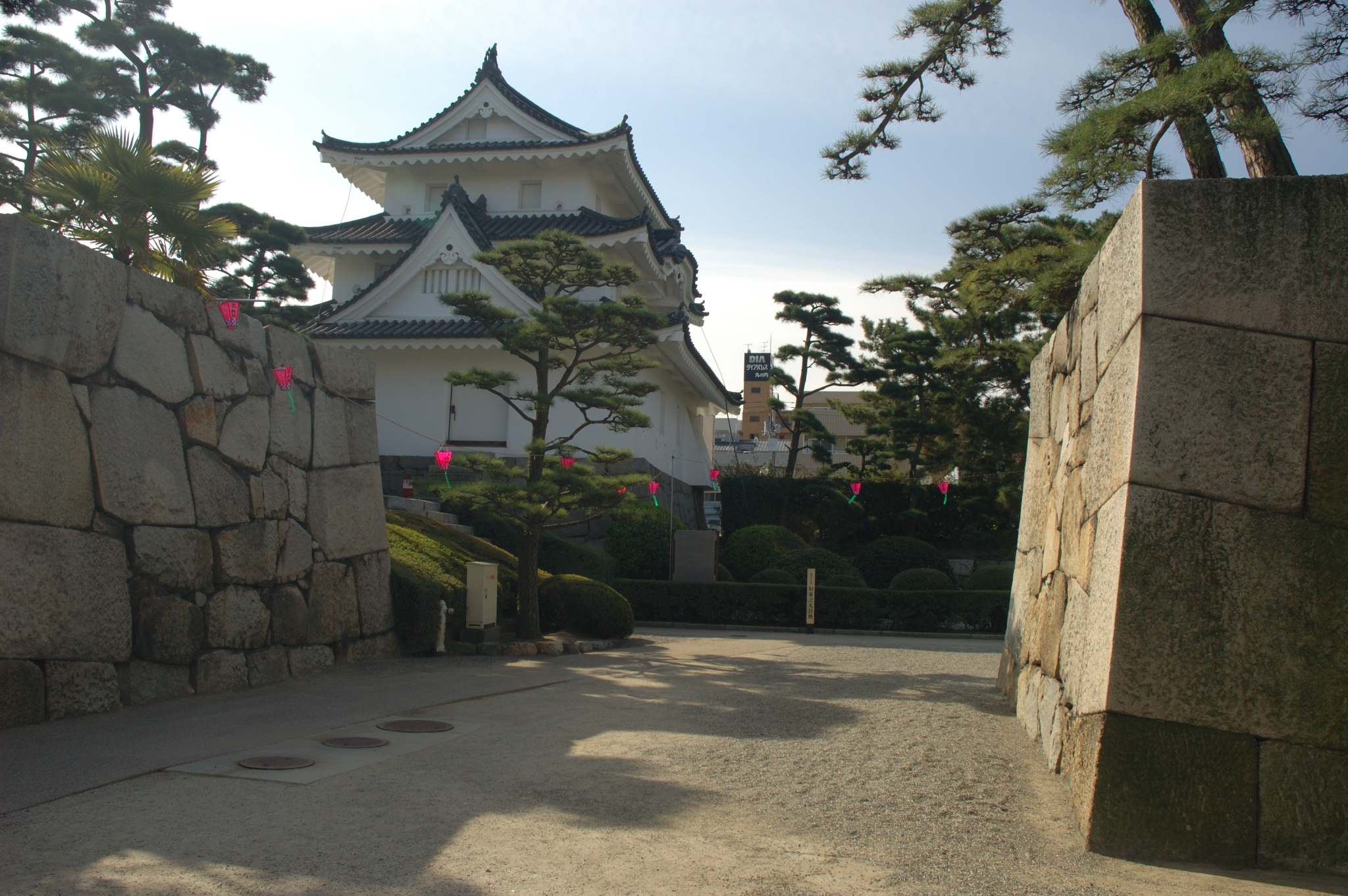
旭門跡と艮櫓
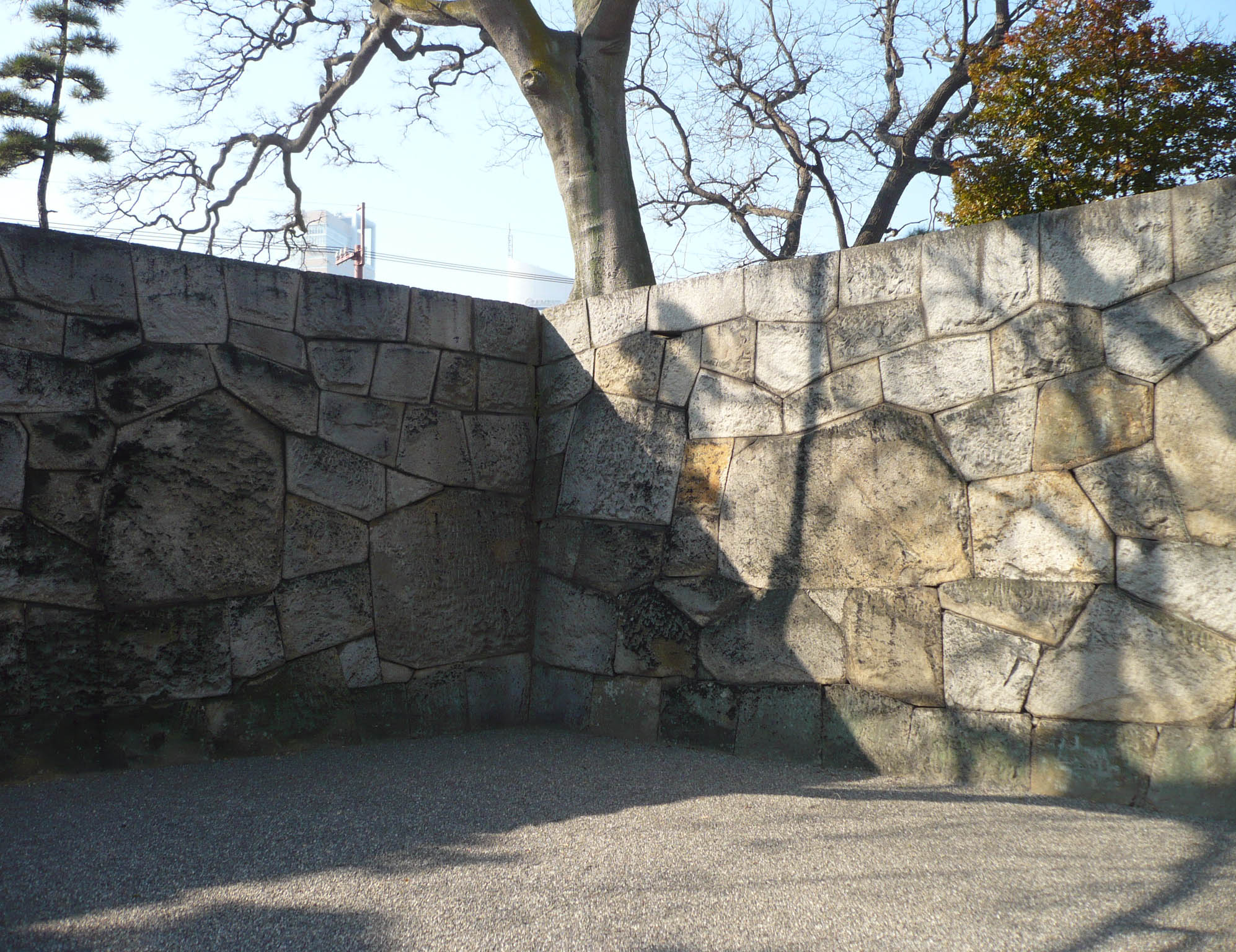
旭門は枡形となっている
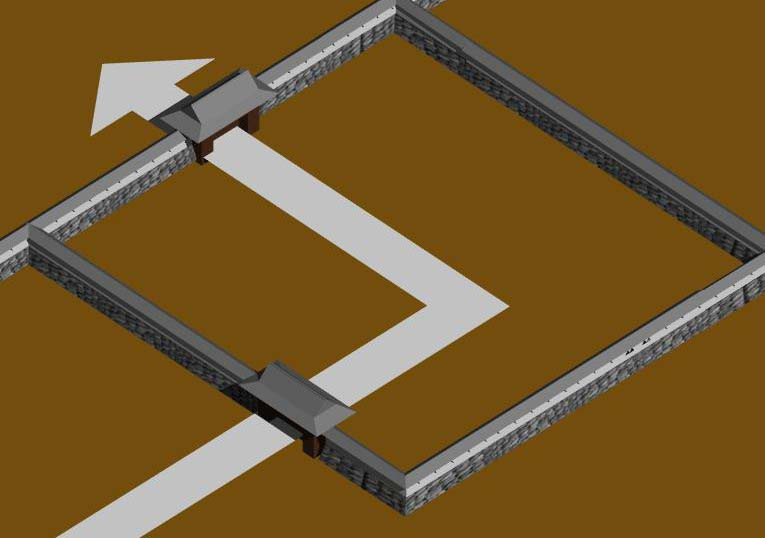
外枡形虎口の例

### 西の丸
現在は埋め立てられ、JR高松駅や西の丸町に当たる。サンポート高松整備事業に伴う西の丸の発掘調査では多くの遺構が発見されたが、その後一般に公開されることもなく埋め戻され、周りと同様に市街地化した。

## 現状

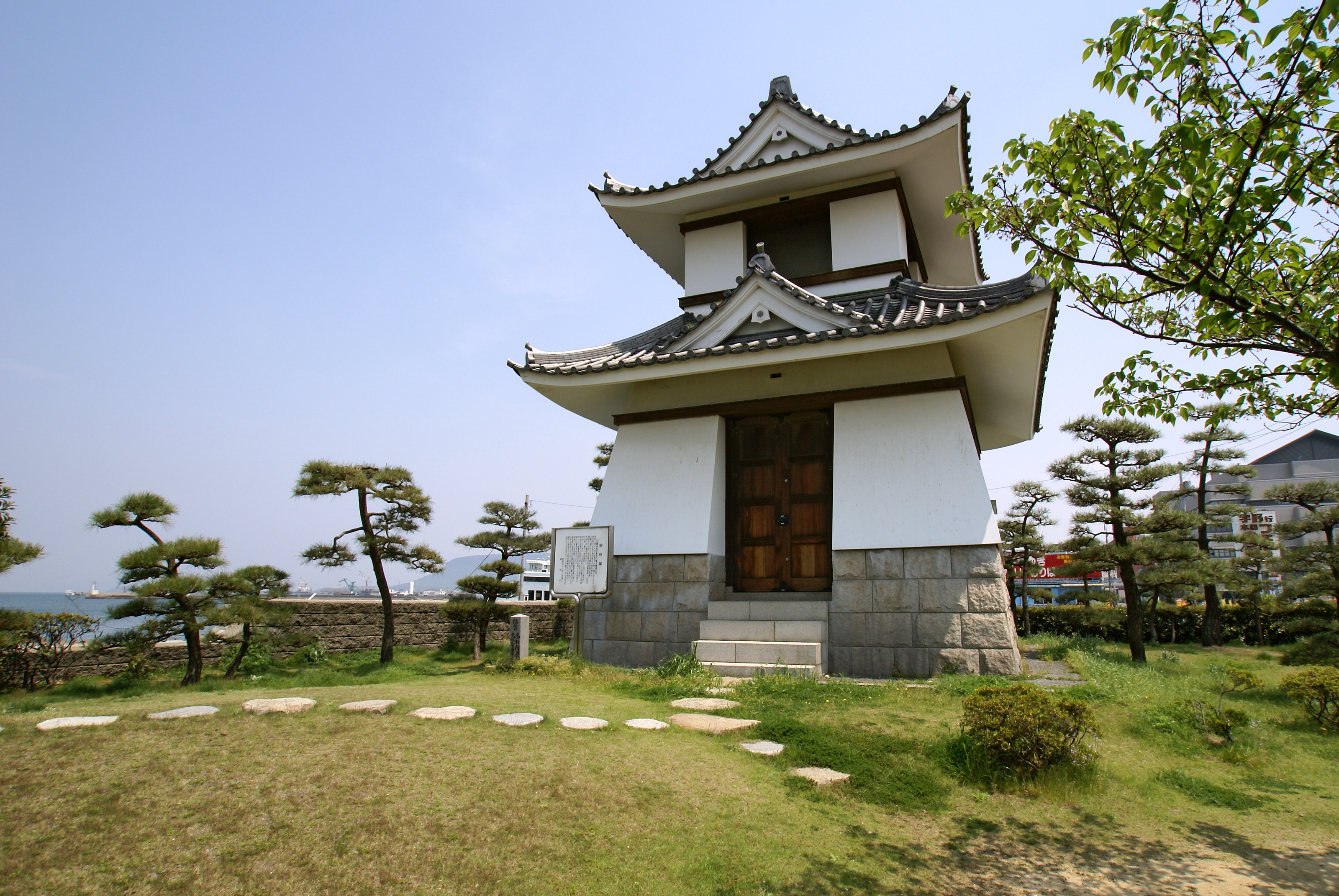
報時鐘

現在、高松市立玉藻公園として有料で開放されている。天守は現存せず、重要文化財には月見櫓、艮櫓（丑寅櫓、うしとらやぐら）、水手御門（みずのてごもん）、渡櫓が指定されており、毎週日曜日、月見櫓と渡櫓の中が一般公開されている。また、城内にある桜の馬場は桜の名所として知られ、春になると多くの花見客が訪れる。
高松市街中心部北辺に位置し、北側にフェリー乗り場など港湾施設、西側にJR高松駅、東側に香川県民ホール・香川県歴史博物館、南側には高松高等裁判所・西日本放送などがある。

### 文化財

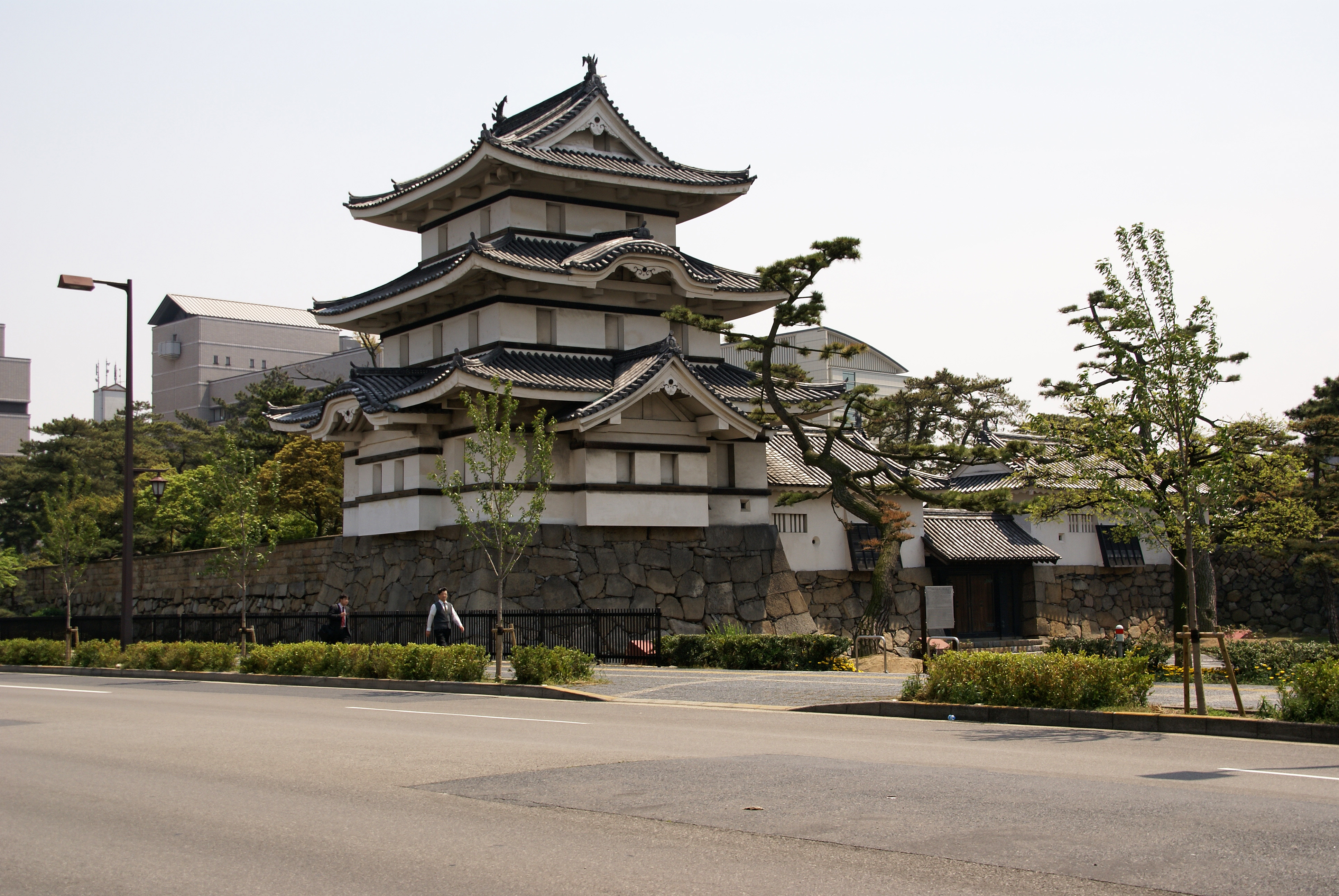
月見櫓（重要文化財）

北の丸月見櫓、北の丸水手御門、北の丸渡櫓、旧東の丸艮櫓(丑寅櫓)が現存し、1947年（昭和22年）2月26日、ともに国の「国宝」（旧国宝、今の重要文化財）に指定された。このうち、艮櫓は元は東の丸跡（香川県民ホール一帯）にあったが、1965年（昭和40年）に旧所有者の日本国有鉄道から高松市に移管され、1967年（昭和42年）に現在地の桜の馬場に移築されたものである。このほかに旭門が現存している。また1980（昭和55年）に、玉藻公園に隣接する玉藻緑地に報時鐘（ほうじしょう）が再移築された。
披雲閣は、2012年（平成24年）「披雲閣（旧松平家高松別邸）3棟」の名称で国の重要文化財に、2013年（平成25年）庭園は「披雲閣庭園」の名称で国の名勝に指定された。松平家の高松別邸として、1917年（大正6年）に竣工した和風住宅建築である。本館、本館付倉庫、倉庫の3棟が指定対象で、他に袖塀、東門、裏門、井戸屋形、四阿（2棟）が重要文化財の附（つけたり）指定となっている。本館は建築面積1,916平方メートルの大規模な和風木造建築で、一部を2階建とするほか平屋建。表玄関、蘇鉄の間、大書院、槇の間、松の間、桐の間、杉の間などの諸室を渡廊下で結び、大小の中庭を設けた複雑な平面構成になる。大正期の大規模かつ本格的な木造住宅建築として貴重である。
三の丸の桜御門は、1945年（昭和20年）の高松空襲で焼失し、その後長らく再建されない状態が続いた。2008年5月21日に開催された「史跡高松城跡整備検討委員会」の会合において復元に乗り出す方針が高松市から報告された。市は文献資料の収集分析や実見した市民への聞き取り、石垣の空襲による損傷等の調査を実施する予定とされた。2011年、市は復元に向けた基礎部分の発掘調査をおこなった。2013年2月28日、高松市は桜御門の復元に向けた基本整備計画を公表し、復元設計図を作製した。同年6月には、焼失前の1943年に文化庁が撮影した、従来よりも鮮明な写真の存在が公表されている。復元に際して大きな課題となったのは木材の確保で、県内では使用できるような大きなものがなく、日本国内から1年をかけて調達された。2022年に完成し、7月16日に記念式典（開門式）が実施された。

### 天守の復元

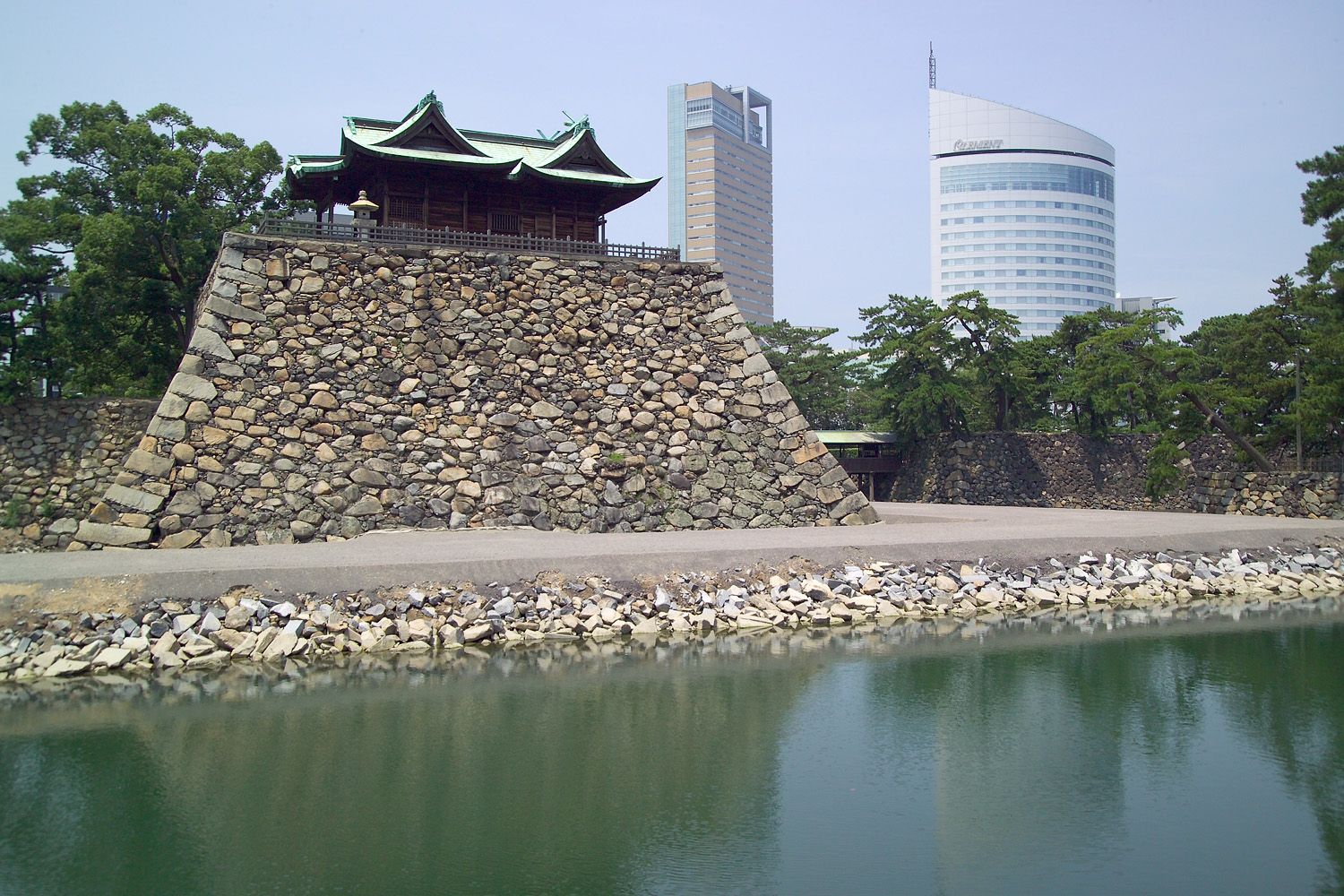
2005年（平成17年）解体準備中の天守台

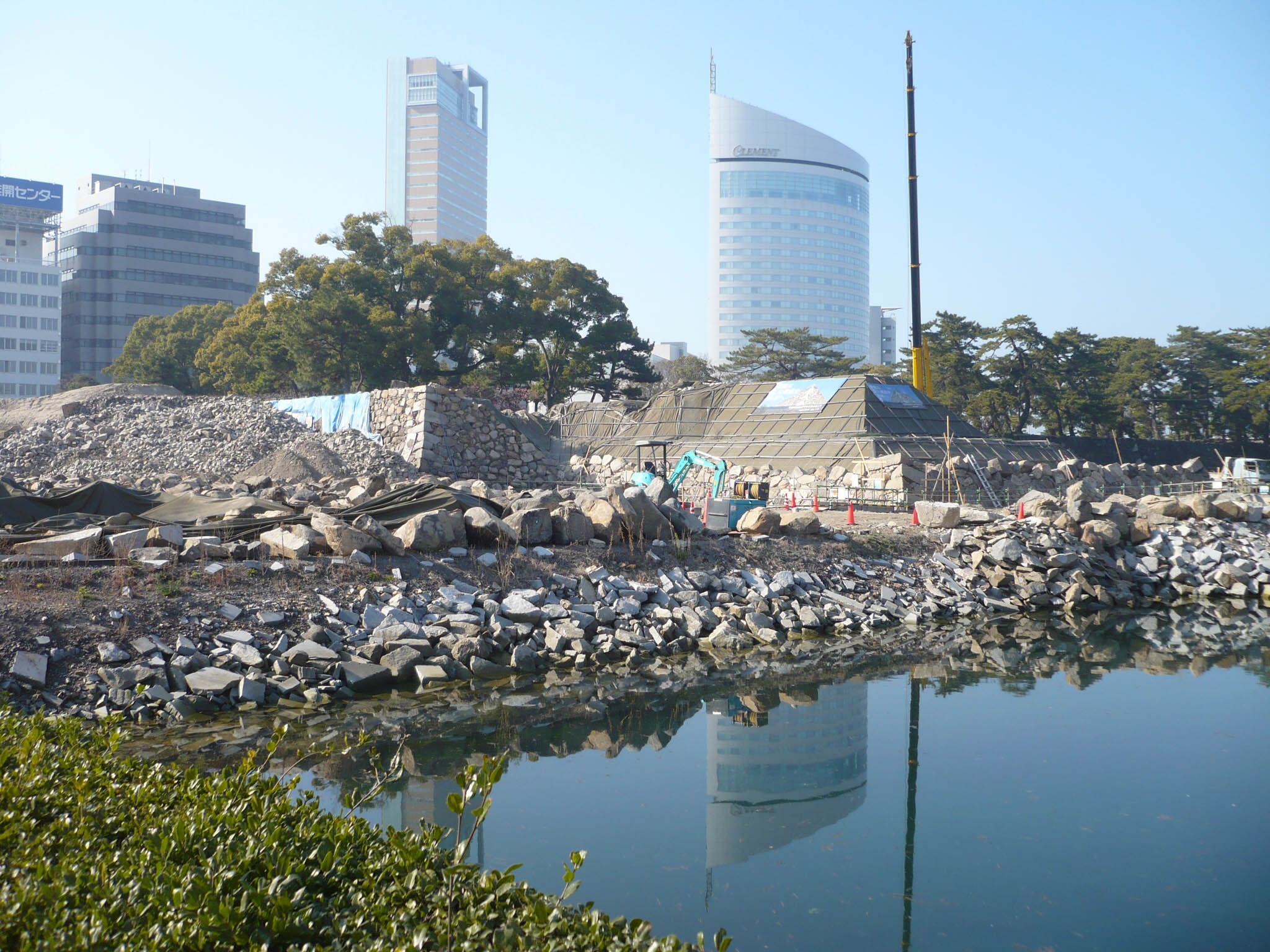
2010年（平成22年）石垣の再構築中の天守台

天守の復元計画はは1980年代半ばに、高松市が市議会の意を受け天守閣の復元に動き、外観姿図を含む構想を策定し、文化庁に提出したが、審議の対象にすらしてもらえなかった。1996年にも史跡高松城跡保存整備計画としてまとめたが結果は同じで認めらなかった。2003年には香川証券の平井二郎会長は、高松市にある出版社の文教社の協力を得て、天守の資料を作成し、地元経済人らに働き掛け、「玉藻城再建の会」（仮称）の設立準備を進めた。当時、平井会長は、資料が乏しいといっても小倉城（北九州市）を参考に建てられたとされ、同じ津山城、岩国城（山口県岩国市）の絵図などが参考になるはずとして、復元より再建と持論し、「史実にすべて沿った『復元』は不可能。ならば、現実に即した夢の城に『再建』を」。木造による本格的復元にこだわるべきではないとし「市民が気軽に上がれる城でなければ。エレベーターを付けるなどバリアフリーへの対応も必要」と訴えていた。文化庁は文化財保護の立場で史跡での復元の基準を1967年以降厳しくしており、資料不足を理由に外観だけの復元は認めないと拒否して来た。2003年夏、この地区が国の構造改革特区に申請されたことで、それまで「資料が写真一枚しかない」ことを理由に復元の拒否をしてきたとみられた文化庁が復元に対する考えを軟化させたため、その後、高松市は整備検討委員会を設置し、2010年の着工を目指して準備を進めていたが着工には至っていない。高松城天守に関する資料は明治17年（1884年）までに撮影された1枚の写真のみとされていたが、2005年秋頃、より鮮明な2枚目の高松城天守の古写真（1882年撮影）がイギリス・ケンブリッジ大学で発見された（上記写真参照）。このことが更なる資料発見の可能性や復元運動につながることが期待されている。一方、天守台の石垣が老朽化してきたため、その対策として2006年より石垣の解体修理工事が実施され玉藻廟も解体された。この修理作業は将来の天守復元も視野に入れ、石垣の内部構造の確認と石垣の積み直し工事が実施された。
2009年3月、生駒家の家紋（波引車）を模した瓦が堀底から初出土した。天守に使用されていた可能性が高い。これまでは松平家のものしか出土しておらず、生駒氏が築城した高松城、丸亀城、引田城の跡で家紋が入った瓦が出土するのは初めてである。
内部構造復元に向けての資料発見に対し、高松市が3000万円の懸賞金を提供することになり、情報が求められている。
また、NPO法人高松城を復元する市民の会が組織され、10万人を目標として署名活動が行われている。2008年1月現在8万を超える署名が集まっている。
石垣の土台部分の発掘調査により、天守の礎石や柱の痕跡などが発見されており、地下1階（穴蔵）の平面が判明した。土台痕跡から地下1階と1階の平面が判明したが、まだ高松城を復元する為の内部の資料としては不十分であるとされている。復元する為に現在も存在している月見櫓と艮櫓を参考にした図面が2案制作された。地下1階から3階までは城内に現存する月見櫓と艮櫓を参考にした2案が、3階から4階までは「諸神の間」と呼ばれる最上階（4階）の解釈によって2案が考えられ、計4案の復元案となった。それでも階段や、間仕切りなど不明なところもあるので資料の収集に努めているが資料は見つかっていない。市は現在、文化庁が新しく設けた復元基準の「復元的整備」として天守の復元を目指すとしている。

### 維持管理
1954年以来この高松城は高松市が所有し、維持管理を高松市都市開発部公園緑地課玉藻公園管理事務所が管轄している。
高松城に関する高松市の附属機関
- 玉藻公園管理委員会（1962年12月25日、市長の諮問に応じ玉藻公園の管理運営に関する事項を審議することを目的に設置。）
- 史跡高松城跡整備検討委員会（2004年1月、史跡高松城跡の保存整備に関する検討を目的に設置）
- 史跡高松城跡石垣検討委員会（2005年1月、史跡高松城跡の石垣の安全性を確保するための検討、史跡高松城跡の石垣の伝統工法を生かした修復の検討を目的に設置）
- 史跡高松城跡建造物検討委員会（2005年2月、史跡高松城跡の建造物の安全性を確保するための検討、史跡高松城跡の建造物の復元に必要な資料収集を目的に設置）

## 施設情報

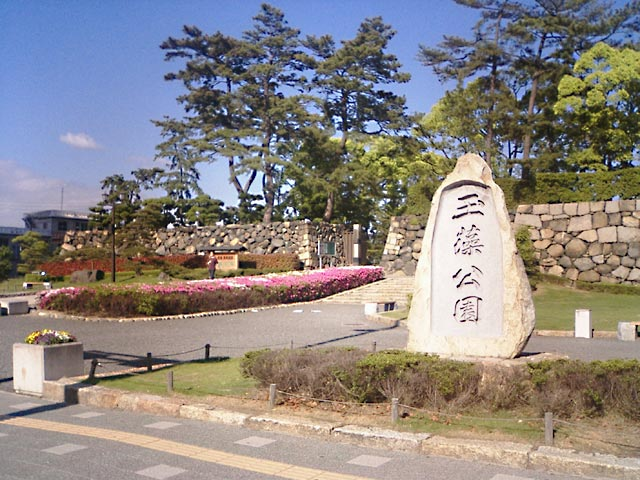
玉藻公園

### 入園料
大人200円、子供100円。なお1月1日〜3日は無料開放。

### 開園時間
- 西門
  - 4月〜5月・9月 05:30-18:00、6月~8月 05:30-19:00、10月 06:00-17:30、11月 06:30-17:00、12月〜1月 07:00-17:00、2月 07:00-17:30、3月 06:30-18:00
- 東門
  - 4月〜9月 07:00-18:00、10月〜3月 08:30-17:00

なお12月29日〜31日は休園。

## アクセス

### 鉄道
- 高松琴平電気鉄道琴平線高松築港駅下車
- JR四国高松駅下車

### 自家用車
- 高松自動車道高松中央IC → 香川県道43号 → 国道11号
- 併設駐車場は無料。57台分。

### 船
- 高松港 サンポート高松